# Samtgemeinde Hesel

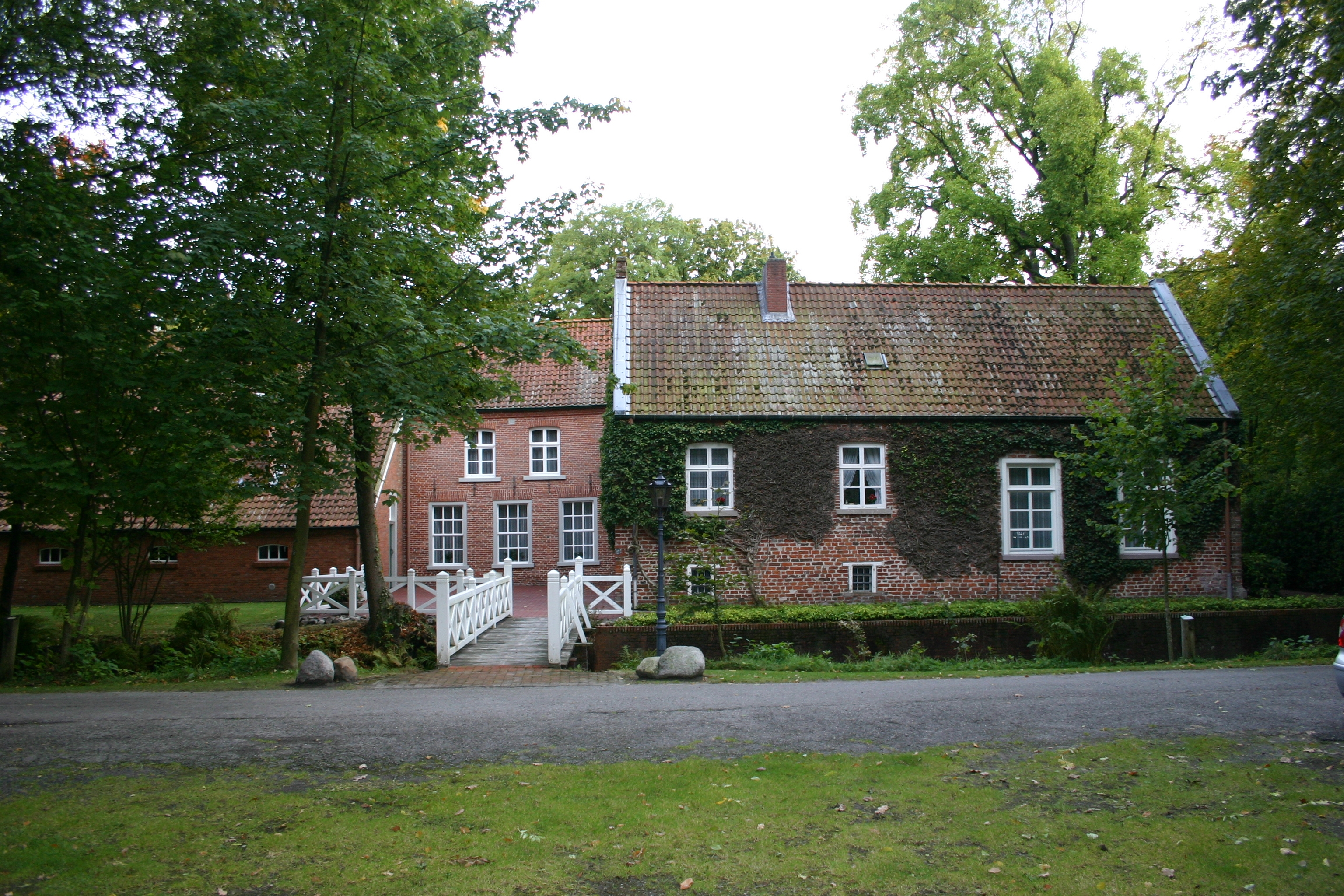
Gut Stikelkamp

Die Samtgemeinde Hesel ist ein Gemeindeverband an der Nordgrenze des Landkreises Leer in der niedersächsischen Region Ostfriesland. Sie ist neben der Samtgemeinde Jümme eine der beiden Samtgemeinden des Landkreises und von sechs in Ostfriesland. Zur Samtgemeinde gehören neben der Gemeinde Hesel, deren Ortsteil Hesel der Sitz der Samtgemeinde ist, die Mitgliedsgemeinden Brinkum, Firrel, Holtland, Neukamperfehn und Schwerinsdorf mit weiteren Nebenorten und Wohnplätzen. Auf einer Fläche von 84,33 km² leben zirka 10.980 Einwohner, womit sie nur dünn besiedelt ist. In der Raumordnung des Landes Niedersachsen wird der Ort Hesel als Grundzentrum für die Samtgemeinde geführt.
Das Gebiet liegt zentral innerhalb des oldenburgisch-ostfriesischen Geestrückens. Bereits in ur- und frühgeschichtlicher Zeit war Hesel Knotenpunkt eines Wegenetzes. Diese Funktion hat es auch heute noch im Straßennetz Ostfrieslands. Auf dem Gebiet der Samtgemeinde befinden sich viele älteste Spuren menschlicher Besiedlung von Ostfriesland. Durch die Lage begünstigt, war der Hauptort Hesel im Hoch- und Spätmittelalter Standort zweier Klöster und mehrerer Klostervorwerke. Durch umfangreiche Ausgrabungen in den 1980er- und 1990er-Jahren gelten sie als die archäologisch am besten erforschten Epochen Ostfrieslands. Am 17. Januar 1972 haben sich die sechs genannten Gemeinden, die viele historische Gemeinsamkeiten haben, zur Samtgemeinde Hesel zusammengeschlossen.
Wirtschaftlich ist die Samtgemeinde Hesel vor allem von mittelständischen Betrieben geprägt. Die Landwirtschaft spielt seit jeher eine tragende Rolle im Samtgemeindegebiet, was sich schon am hohen Anteil der landwirtschaftlichen Nutzfläche von mehr als 75 Prozent ablesen lässt. In gewissem Umfang spielt Tourismus eine Rolle. Die Samtgemeinde ist insgesamt jedoch ein Auspendler-Gebiet vor allem in die benachbarte Kreisstadt Leer.
Zum kulturellen Erbe der Samtgemeinde zählen neben der aus dem 13. Jahrhundert stammenden Marienkirche in Holtland das ehemalige Klostervorwerk Gut Stikelkamp aus dem 16. Jahrhundert und die archäologischen Stätten.

## Geografie

### Lage und Ausdehnung
Die Samtgemeinde Hesel liegt zentral in Ostfriesland im Nordwesten des deutschen Bundeslandes Niedersachsen. Politisch gehört die Samtgemeinde Hesel zum Landkreis Leer und liegt in dessen Norden an der Grenze zum Landkreis Aurich. Die Samtgemeinde grenzt unmittelbar an die Kreisstadt Leer, die Entfernung vom Hauptort Hesel zum Leeraner Stadtkern beträgt rund 15 Kilometer. Sie liegt an einer uralten Wegeverbindung zwischen Leer und Aurich; die Entfernung zu Aurich beträgt etwa 22 Kilometer. Weitere größere Städte in der Nähe sind Emden (zirka 30 Kilometer westlich) und die nächstgelegene Großstadt Oldenburg, rund 60 Kilometer südöstlich. Die größte Nord-Süd-Ausdehnung zwischen dem Bagbander Tief im Norden und dem Holtlander Ehetief im Süden beträgt knapp zehn Kilometer, die größte Ost-West-Ausdehnung zwischen der Grenze zur Gemeinde Uplengen östlich von Firrel und der Grenze zur Gemeinde Moormerland bei Neuefehn etwa 10,8 Kilometer.
Mit 10.313 Einwohnern, die sich auf 84,31 Quadratkilometer verteilen, ist die Samtgemeinde Hesel nur dünn besiedelt. Auf jeden Quadratkilometer kommen im Durchschnitt 122 Einwohner. Damit liegt die Samtgemeinde noch unter dem ostfriesischen Durchschnitt von 148 Einwohnern pro Quadratkilometer, der seinerseits den niedersächsischen (168) und den bundesrepublikanischen Durchschnitt (230) noch deutlich unterschreitet. Mit ihren rund 10.300 Einwohnern liegt die Samtgemeinde auf Rang 21 der einwohnerstärksten Kommunen Ostfrieslands. Das Regionale Raumordnungsprogramm des Landkreises Leer teilt dem Ort Hesel die Funktion eines Grundzentrums für das Samtgemeindegebiet zu.
Größte Mitgliedsgemeinde der sechs Kommunen umfassenden Samtgemeinde ist Hesel. Bis zur Kommunalreform Anfang der 1970er-Jahre war sie die flächengrößte Gemeinde des Landkreises Leer und nach Wiesmoor die zweitgrößte Gemeinde Ostfrieslands. Mit ziemlich genau 44 Quadratkilometern ist die Gemeinde Hesel auch die flächengrößte Mitgliedsgemeinde innerhalb der sechs ostfriesischen Samtgemeinden.

### Geologie und Böden
Geologisch wird die Samtgemeinde Hesel wie ganz Ostfriesland oberflächlich von Schichten des Pleistozäns und des Holozäns gebildet. Pleistozäne Schichten sind in den Geestgegenden zu finden, die den Großteil des Samtgemeindegebiets ausmachen. Teils liegt auf den Geestschichten Moorboden auf, eine holozäne Schicht. Die Böden der ostfriesischen Geest bestehen zumeist aus Decksanden und Geschiebelehm.

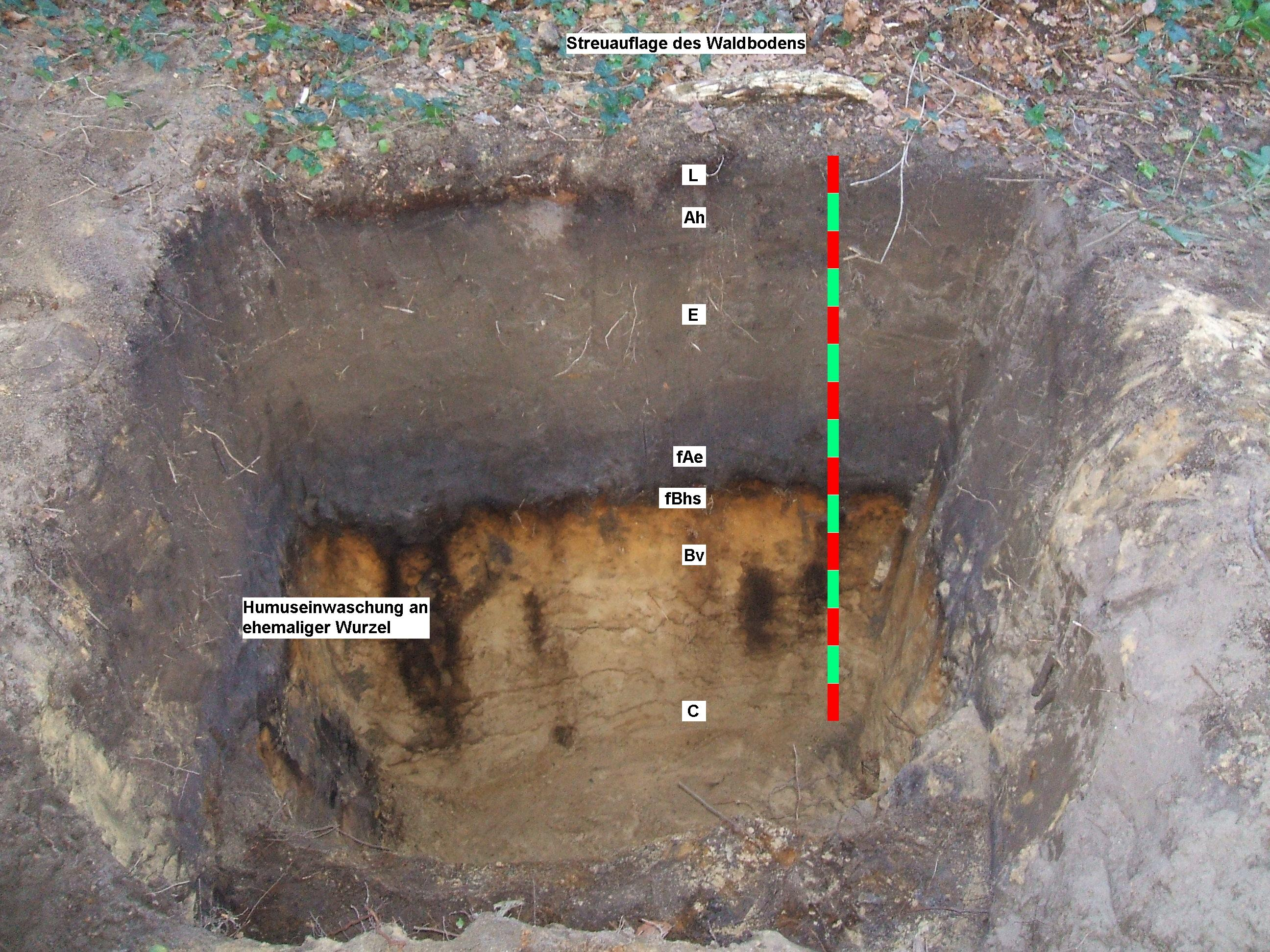
Profil eines Plaggeneschs: 40–50 cm Auflage über fossilem Podsol

Das Samtgemeindegebiet besteht zum Großteil aus Podsolböden auf Orterde oder Ortstein, entweder in trockenerer oder in feuchterer Lage. Diese Böden erlaubten nur geringe landwirtschaftliche Erträge. Durch Plaggendüngung, die bis zum Auftreten des Kunstdüngers am Ende des 19. Jahrhunderts jahrhundertelang vorgenommen wurde, gibt es besonders in der Umgebung der alten Geestdörfer anthropogene Plaggeneschböden. Durch den ständigen Neubodenauftrag liegt der Esch, in Ostfriesland (die) Gaste genannt, heute höher als die Dorfkerne. Durch diese Form der Düngung wurde die Bodenwertzahl deutlich gesteigert, wenn sie auch immer noch klar hinter den fruchtbaren Böden der Marsch zurückblieb.
Im Samtgemeindegebiet gibt es zudem Hoch- und Niedermoore. Der äußerste Westen hat noch Anteile an den Hochmoorflächen, die einen Großteil der Nachbargemeinde Moormerland ausmachen. Daneben sind es vor allem Niedermoorböden, die sich an dieses Hochmoorgebiet anschließen und sich im äußersten Norden sowie im Südwesten des Samtgemeindegebietes entlang des Bagbander Tiefs und des Holtlander Ehetiefs erstrecken. Inselartig gibt es, besonders in der Umgebung der Moorkolonien wie Firrel und Schwerinsdorf, stark humosen Boden auf rekultivierten Abtorfungsflächen, örtlich auch Anmoor.
Das Samtgemeindegebiet liegt für ostfriesische Verhältnisse recht hoch: Bereiche des Heseler Waldes liegen bis zu 16 Meter über dem Meeresspiegel und gehören damit zu den höchsten Erhebungen auf dem ostfriesischen Festland. Die Gemeinde Hesel selbst liegt etwa acht bis zehn Meter über dem Meeresspiegel, das restliche Samtgemeindegebiet deutlich tiefer. Im Südwesten senkt sich der Boden auf etwa 2,5 Meter ab, in den Moorgebieten im Norden der Samtgemeinde sogar bis auf Meereshöhe.

### Gewässer

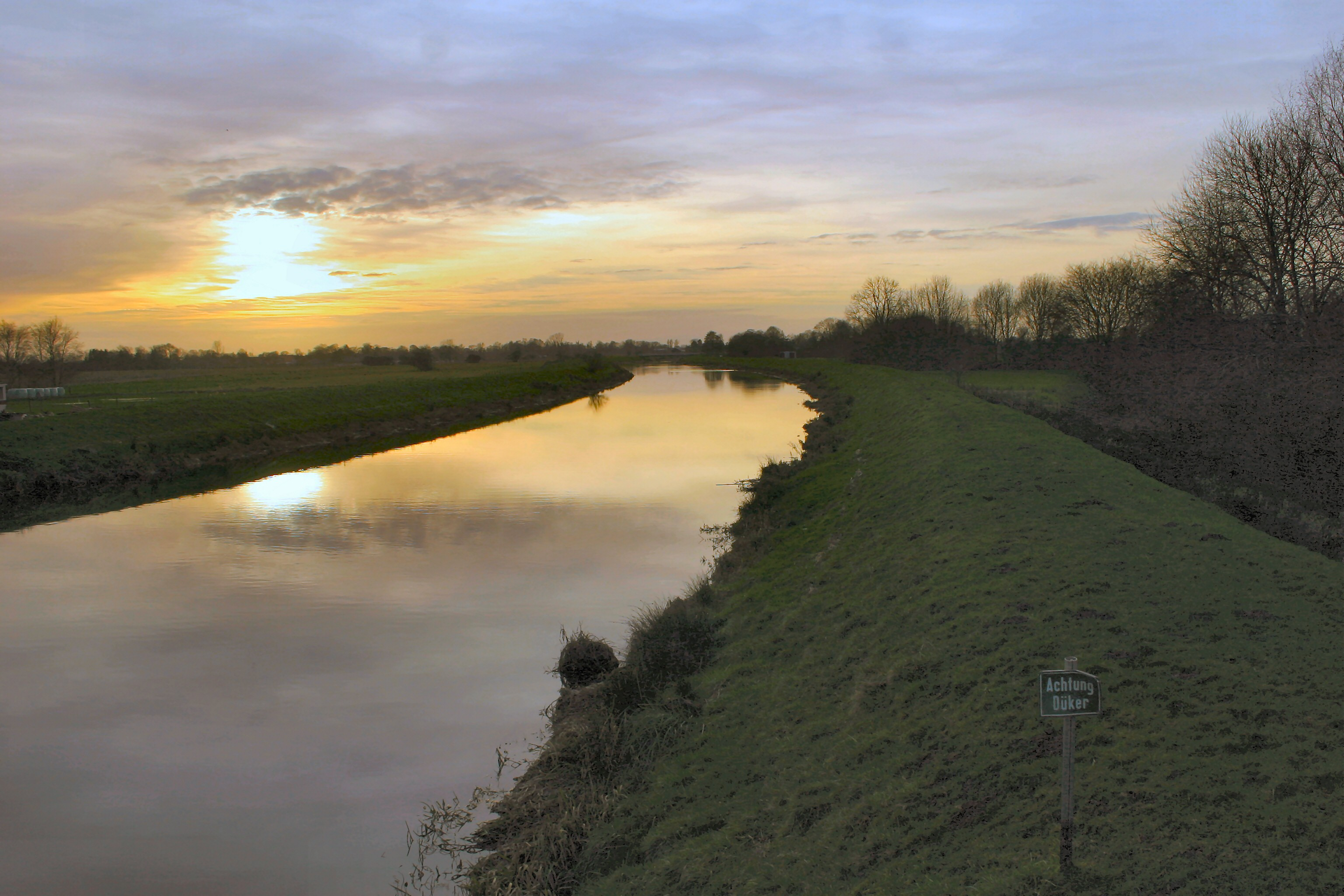
Sauteler Kanal nahe Neuefehn

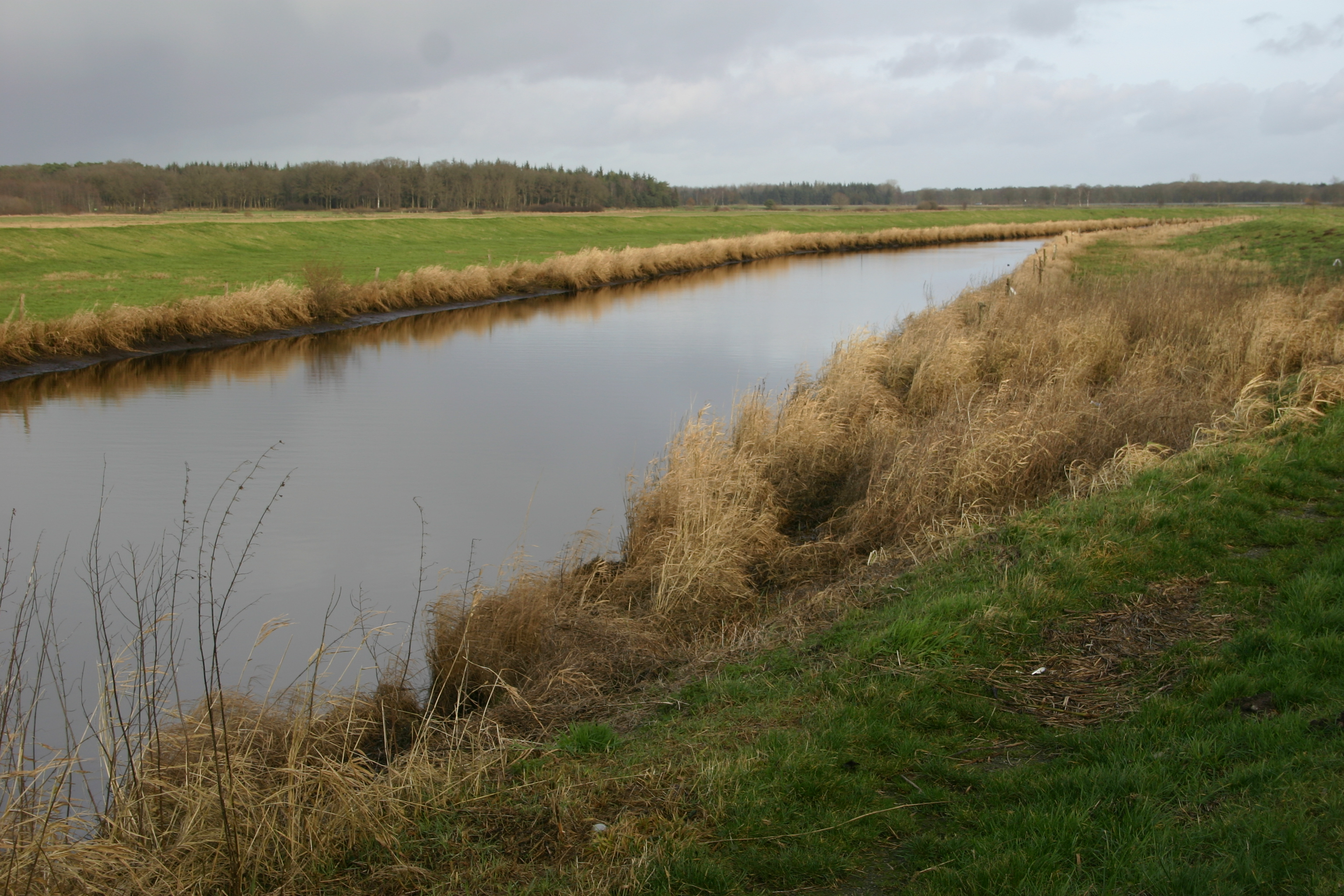
Holtlander Ehetief, Grenzflüsschen zur Samtgemeinde Jümme

Das Samtgemeindegebiet bildet eine kleinräumige Wasserscheide. Der größere nördliche Teil entwässert zur Ems, die Dörfer Holtland, Brinkum und Hasselt dagegen zur Jümme. Für die Entwässerung des nördlichen Teils ist der Entwässerungsverband Oldersum zuständig, während der südliche Teil zum Gebiet des Leda-Jümme-Verbandes mit Sitz in Leer zählt.
Im Vergleich zu vielen anderen ostfriesischen Gemeinden ist die Samtgemeinde Hesel eher arm an Gewässern. Neben Entwässerungsgräben im gesamten Samtgemeindegebiet gibt es in den beiden Fehnorten Neuefehn und Stiekelkamperfehn noch Fehnkanäle. Dies sind der Neuefehnkanal als Hauptverbindung zum Fehntjer Tief, und dessen Nebenkanäle, die sogenannten Wieken. Zur besseren Entwässerung wurde Ende der 1960er und Anfang der 1970er der Sauteler Kanal geschaffen. Er hat eine Länge von rund 23 Kilometern, beginnt wenige hundert Meter westlich von Aurich-Oldendorf in der Nachbargemeinde Großefehn und mündet südlich des Moormerlander Ortsteils Terborg mit einem Schöpfwerk in die Ems. Der Sauteler Kanal durchfließt Neuefehn und Stiekelkamperfehn auf einer Länge von etwas mehr als zwei Kilometern ungefähr in Ost-West-Richtung, die Fehnkanäle sind an ihn angeschlossen. Zwei Flüsschen bilden Teile der Samtgemeindegrenze, im Norden das Bagbander Tief zur Gemeinde Großefehn, im Südwesten das Holtlander Ehetief zur Samtgemeinde Jümme gehörend. Zudem gibt es drei Binnenseen in der Samtgemeinde: den sogenannten Silbersee, ein Löschwasserteich im Heseler Wald, einen Baggersee in Hasselt und einen Moorsee beim Brinkumer Ortsteil Meerhausen.

### Flächennutzung
| Nutzung                             | Fläche in ha |
| ----------------------------------- | ------------ |
| Gebäude- und Freiflächen            | 697          |
| davon Wohnflächen                   | 464          |
| davon Gewerbe- und Industrieflächen | 41           |
| Betriebsflächen                     | 1            |
| davon Abbauflächen (besonders Sand) | 1            |
| Erholungsflächen                    | 30           |
| davon Grünanlagen                   | 13           |
| Verkehrsflächen                     | 395          |
| davon Straßen, Wege, Plätze         | 395          |
| Landwirtschaftsflächen              | 6.381        |
| davon Moore                         | 31           |
| davon Heide                         | 5            |
| Wasserflächen                       | 118          |
| Waldflächen                         | 753          |
| Flächen anderer Nutzung             | 54           |
| davon Friedhöfe                     | 3            |
| davon Unland                        | 7            |
| Gesamtfläche                        | 8.429        |

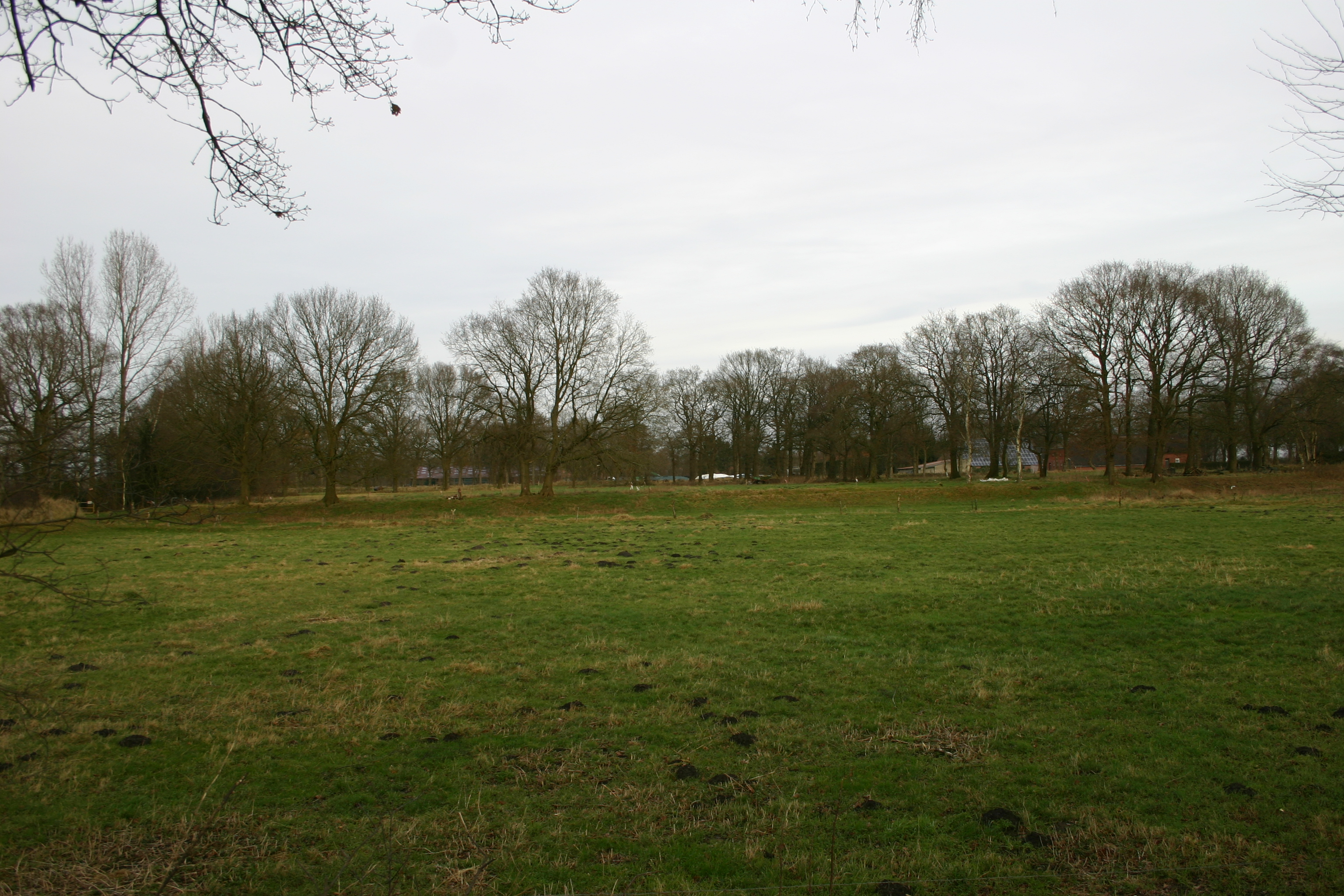
Wallhecken bei Brinkum

Die Flächennutzungstabelle rechts macht den überragenden Anteil der Landwirtschaftsflächen in der Samtgemeinde Hesel deutlich. Mit 75,7 Prozent liegt die Samtgemeinde recht genau im ostfriesischen Durchschnitt von rund 75 Prozent, der seinerseits bereits deutlich über dem bundesrepublikanischen Durchschnitt von 52 Prozent liegt. Mit etwa 8,93 Prozent Waldanteil liegt die Samtgemeinde weit über dem ostfriesischen Durchschnitt von 2,6 Prozent. Innerhalb des Landkreises Leer, der unter den drei ostfriesischen Landkreisen der waldärmste ist, ist die Samtgemeinde Hesel die Kommune mit dem höchsten Waldanteil an der Gesamtfläche. Allerdings ist Ostfriesland im deutschlandweiten Vergleich extrem unterdurchschnittlich bewaldet: Der Waldanteil an der Gesamtfläche der Bundesrepublik liegt bei zirka 29,5 Prozent. Aufgrund der Küstennähe kann es besonders bei Sturmlagen im Winterhalbjahr zu hohen Windwurfschäden kommen. Neben den drei Forsten Kloster Barthe, Oldehave und Stikelkamp gibt es eine Vielzahl weiterer Bäume im Samtgemeindegebiet durch die reichlich vorhandenen Wallhecken in allen Ortschaften der Samtgemeinde und in den Außenbereichen. Mit 1,4 Prozent Wasserflächenanteil liegt die Samtgemeinde unter dem Durchschnitt vieler ostfriesischer Kommunen und auch unter dem Bundesdurchschnitt von etwa zwei Prozent.

### Nachbargemeinden
Die Samtgemeinde Hesel grenzt an Kommunen im nördlich gelegenen Landkreis Aurich und im Landkreis Leer. Im Uhrzeigersinn (beginnend im Norden) stößt die Samtgemeinde Hesel an die Gemeinde Großefehn im Landkreis Aurich, im Osten an die Gemeinde Uplengen, im Südosten und Süden an die Samtgemeinde Jümme, im Südwesten an die Stadt Leer und im Westen an die Gemeinde Moormerland. Die letztgenannten vier Kommunen befinden sich alle im Landkreis Leer. Drei Mitgliedsgemeinden der Samtgemeinde Hesel und zwei Mitgliedsgemeinden der Samtgemeinde Jümme grenzen aneinander: Hesel, Holtland und Brinkum grenzen an die Gemeinde Filsum, die Grenze bildet das Flüsschen Holtlander Ehe. Die Gemeinde Brinkum grenzt auch an die Gemeinde Nortmoor, dabei bildet die A 28 großteils den Grenzverlauf.

### Mitgliedsgemeinden
Die Samtgemeinde besteht aus sechs Mitgliedsgemeinden, die, mit Ausnahme von Firrel und Schwerinsdorf, aus den namensgebenden Hauptorten sowie Nebenorten bestehen. Eine weitere Ausnahme bildet Neukamperfehn: Der Name ist ein Kunstwort aus der Zeit der niedersächsischen Kommunalreform 1972. Ein Dorf namens Neukamperfehn gibt es nicht, der Name wurde beim Zusammenschluss von Neuefehn und Stiekelkamperfehn aus den beiden Namen zusammengesetzt. Nachstehend sind die Einwohnerzahlen (Stand 31. Dezember 2010) und die Flächen der Mitgliedsgemeinden angegeben.
| Mitgliedsgemeinde | Einwohner | Fläche (km²) | Zugehörige Ortsteile                                                          |
| ----------------- | --------- | ------------ | ----------------------------------------------------------------------------- |
| Brinkum           | 650       | 5,51         | Meerhausen                                                                    |
| Firrel            | 845       | 8,26         | –                                                                             |
| Hesel             | 4.096     | 44,02        | Beningafehn, Hasselt, Heseler Hörn, Kiefeld, Klein-Hesel, Neuemoor, Südermoor |
| Holtland          | 2.320     | 14,66        | Holtland-Nücke, Siebestock                                                    |
| Neukamperfehn     | 1.650     | 6,27         | Neuefehn, Stiekelkamperfehn                                                   |
| Schwerinsdorf     | 752       | 5,57         | –                                                                             |
| Gesamt            | 10.313    | 84,31        | —                                                                             |

Die Gemeinden Brinkum, Firrel, Hesel, Holtland und Schwerinsdorf sowie die aus den Orten Neuefehn und Stiekelkamperfehn gebildete Gemeinde Neukamperfehn haben sich bei der Niedersächsischen Kommunalreform 1972 zur Samtgemeinde Hesel zusammengeschlossen. Während sich die meisten Kleinstgemeinden in Ostfriesland Einheitsgemeinden bildeten, votierten die genannten für die Bildung einer Samtgemeinde. Hesel ist damit eine von seinerzeit acht, seit 2001 nur noch sechs Samtgemeinden in Ostfriesland. Selbst die größte Mitgliedsgemeinde Hesel mit ihren heute etwas mehr als 4000 Einwohnern hätte die von der damaligen Landesregierung als maßgeblich erachtete und als Ziel vorgegebene Zahl von mindestens 5000 für die Bildung einer Einheitsgemeinde verfehlt. Für die drei kleinsten Gemeinden mit einer nur dreistelligen Einwohnerzahl gilt dies umso mehr.

### Klima
Die Samtgemeinde Hesel liegt in der gemäßigten Klimazone, im Einfluss der Nordsee. Im Sommer sind die Tagestemperaturen tiefer, im Winter häufig höher als im weiteren Inland. Das Klima ist von der mitteleuropäischen Westwindzone geprägt.
Nach der Klimaklassifikation von Köppen befindet sich die Samtgemeinde in der Einteilung Cfb. (Klimazone C: warm-gemäßigtes Klima, Klimatyp f: feucht-gemäßigtes Klima, Untertyp b: warme Sommer). Innerhalb der gemäßigten Zone wird es dem Klimabezirk Niedersächsisches Flachland Nordsee-Küste zugeordnet, der maritim geprägt ist und sich durch relativ kühle und regenreiche Sommer, verhältnismäßig milde, schneearme Winter, vorherrschende West- und Südwestwinde sowie hohe Jahresniederschläge auszeichnet.
Wetterdaten werden für das unmittelbar benachbarte Leer erhoben, das ähnliche klimatische Bedingungen aufweist: Die Temperaturen liegen dort derzeit im Jahresmittel bei 9 °C mit Höchstwerten in den Monaten Juli und August um die 20 °C und mittleren Niedrigstwerten um −2 °C im Dezember und im Januar. Die meisten Regentage gibt es mit jeweils 14 im November und Dezember, die wenigsten im März und Mai, wo an neun Tagen Niederschlag fällt. Die Zahl der durchschnittlichen Sonnenstunden pro Tag schwankt zwischen einer (Dezember/Januar) und sechs Stunden (Mai/Juni). Die mittlere frostfreie Zeit wird mit 170 bis 187 Tagen angegeben. Die mittlere Niederschlagsmenge liegt bei 738 mm/Jahr, die mittlere jährliche Sonnenscheindauer bei 1550 bis 1600 Stunden.
|                       | Jan  | Feb  | Mär  | Apr  | Mai  | Jun  | Jul  | Aug  | Sep  | Okt  | Nov  | Dez  |   |      |
| Mittl. Tagesmax. (°C) | 4    | 5    | 8    | 12   | 17   | 20   | 21   | 21   | 18   | 14   | 8    | 5    | ⌀ | 12,8 |
| Mittl. Tagesmin. (°C) | −2   | −1   | 1    | 3    | 6    | 9    | 11   | 11   | 9    | 6    | 2    | 0    | ⌀ | 4,6  |
|                       |      |      |      |      |      |      |      |      |      |      |      |      |   |      |
| Niederschlag (mm)     | 59,2 | 40,1 | 51,4 | 46,0 | 61,5 | 77,4 | 74,8 | 67,2 | 65,6 | 62,5 | 69,1 | 63,2 | Σ | 738  |
|                       |      |      |      |      |      |      |      |      |      |      |      |      |   |      |
| Sonnenstunden (h/d)   | 1    | 2    | 3    | 5    | 6    | 6    | 6    | 6    | 4    | 3    | 2    | 1    | ⌀ | 3,8  |
|                       |      |      |      |      |      |      |      |      |      |      |      |      |   |      |
| Regentage (d)         | 13   | 9    | 12   | 10   | 11   | 11   | 11   | 11   | 11   | 11   | 14   | 14   | Σ | 138  |

| −2 |

| −1 |

| 1 |

| 3 |

| 6 |

| 9 |

| 11 |

| 11 |

| 9 |

| 6 |

| 2 |

| 0 |

| −2 |

| −1 |

| 1 |

| 3 |

| 6 |

| 9 |

| 11 |

| 11 |

| 9 |

| 6 |

| 2 |

| 0 |

### Schutzgebiete
Im Gebiet der Samtgemeinde gibt es mit dem Heseler Wald ein Naturschutzgebiet. Außerdem hat die Samtgemeinde Hesel Anteil an drei großräumigen Landschaftsschutzgebieten (LSG). Das bekannteste ist das LSG Heseler Wald und Umgebung, das seit 1969 unter Schutz steht. Es umfasst etwa 830 Hektar. Ebenfalls seit 1969 steht das 173 Hektar große LSG Stikelkamper Wald und Umgebung unter Schutz. Das 1975 unter Schutz gestellte LSG Oldehave umfasst knapp 741 Hektar und liegt zum Teil auf dem Gebiet der Nachbargemeinde Großefehn im Landkreis Aurich. Da der Großefehntjer Anteil größer ist, ist auch der Landkreis Aurich die zuständige Naturschutzbehörde. Daneben stehen mehrere Bäume in verschiedenen Gemeinden unter anderem in Hesel, Beningafehn und Holtland als Naturdenkmäler unter Schutz.

## Geschichte
Wie die meisten Einheitsgemeinden und Samtgemeinden Niedersachsens besteht auch die Samtgemeinde Hesel seit der Gemeindereform 1972. In jenem Jahr wurden Kleinstgemeinden zu großräumigeren Samt- oder Einheitsgemeinden zusammengefasst. Geschichtlich sind die Mitgliedsgemeinden der Samtgemeinde Hesel und deren Ortsteile jedoch schon sehr viel länger miteinander verknüpft. Der Geestrücken, auf dem weite Teile des Samtgemeindegebietes liegen, weist viele der ältesten Spuren menschlicher Besiedlung in Ostfriesland auf. Im Mittelalter zählte das Gebiet zur friesischen Landesgemeinde Moormerland, später bildete es Ämter, Vogteien oder während der französischen Besatzungszeit 1810–1813 Mairien innerhalb der verschiedenen Herrschaften, denen Ostfriesland gehörte. Von den Siedlungskernen auf der Geest aus wurden im 18. und 19. Jahrhundert die umliegenden Moorkolonien als Tochtersiedlungen gegründet. 1972 beschlossen die Mitgliedsgemeinden die Samtgemeinde Hesel zu gründen, während sich die Mehrzahl der anderen ostfriesischen Kommunen für die Bildung von Einheitsgemeinden entschied.

### Ur- und Frühgeschichte
| Übersicht Urgeschichte | Übersicht Urgeschichte | Übersicht Urgeschichte | Übersicht Urgeschichte |
| ---------------------- | ---------------------- | ---------------------- | ---------------------- |
| Holozän                | (➚ Frühgeschichte)     | (➚ Frühgeschichte)     | (➚ Frühgeschichte)     |
| Holozän                | Eisenzeit              |                        |                        |
| Holozän                | späte Bronzezeit       |                        |                        |
| Holozän                | mittlere Bronzezeit    |                        |                        |
| Holozän                | frühe Bronzezeit       |                        |                        |
| Holozän                | Bronzezeit             |                        |                        |
| Holozän                | Kupfersteinzeit        |                        |                        |
| Holozän                | Jungsteinzeit          |                        |                        |
| Holozän                | Mittelsteinzeit        |                        |                        |
| Pleistozän             | Jungpaläolithikum      |                        |                        |
| Pleistozän             | Mittelpaläolithikum    |                        |                        |
| Pleistozän             | Altpaläolithikum       |                        |                        |
| Pleistozän             | Altsteinzeit           |                        |                        |
| Pleistozän             | Steinzeit              |                        |                        |

Das älteste archäologische Fundstück Ostfrieslands wurde bereits Mitte der 1980er-Jahre beim Tiefumbruch auf einer Wiese in Holtland entdeckt, jedoch erst 2008 dem Archäologischen Dienst der Ostfriesischen Landschaft übergeben: ein etwa 35- bis 40.000 Jahre altes, zwölf Zentimeter langes und neun Zentimeter breites Werkzeug aus Feuerstein zum Schneiden und Schaben aus dem Mittelpaläolithikum. Durch diesen Fund wurde erstmals die Anwesenheit des Neandertalers in Ostfriesland nachgewiesen; der Holtlander Fund ist zudem der nördlichste Deutschlands. Bis dahin war der nördlichste Fund im Emsland.
Die ältesten Funde in der Gemarkung der Gemeinde Hesel stammen aus der Zeit um 7500 bis 6500 v. Chr., der Übergangszeit zwischen älterem und jüngerem Mesolithikum. Es handelt sich um Feuerstellen, deren Alter mit der Radiokohlenstoffdatierung ermittelt wurde; es sind die ältesten auf diese Weise ermittelten Siedlungsspuren der Region. Sie stammen aus dem Grabungsgelände des späteren Klosters Barthe. In Holtland gibt es Siedlungsspuren, deren Alter mit etwa 4000 Jahren angegeben wird (Übergangszeit zwischen Mesolithikum und Neolithikum). Dabei handelt es sich um insgesamt elf Feuersteinbeile, darunter auch eine Felsgesteinaxt des jütländischen Typs.
Auf dem Geestausläufer, der sich in südwestlicher Richtung von Hesel über Holtland und Logabirum nach Leer erstreckt, gibt es die größte Konzentration an Fundstellen aus der Trichterbecherkultur, der Einzelgrabkultur und allgemein aus dem Spätneolithikum in Ostfriesland. In Brinkum wurden Steingeräte aus neolithischer Zeit aufgefunden. Der älteste bislang in Ostfriesland aufgefundene Hausgrundriss stammt aus der Zeit um 2000 vor der Zeitenwende (Übergang vom Neolithikum zur Bronzezeit) und wurde im Gewerbegebiet südlich des Ortes Hesel entdeckt. Hügelgräber aus der Stein- und Bronzezeit in der Gemarkung Holtland wurden im 19. Jahrhundert eingeebnet. Im Heseler Wald hingegen gibt es noch einige Grabhügel der Bronzezeit. Hesel war bereits in der Bronzezeit ein „Verkehrsknotenpunkt“ aufgrund seiner zentralen Lage innerhalb des oldenburgisch-ostfriesischen Geestrückens. Zu diesem Schluss kamen Archäologen, die bereits in den 1950er-Jahren das bronzezeitliche Wegenetz der Region anhand von Hügelgräbern und weiteren aufgefundenen Artefakten, insbesondere ihre räumliche Ballung, untersucht haben. Eine Wegeverbindung bestand zwischen dem Leeraner und dem Auricher Raum, über Brinkum, Holtland und Hesel. Für Hesel ist „von einer kontinuierlichen Besiedlung (…) bis zum 5. Jahrhundert vor der Zeitenwende auszugehen.“
Urnen aus der Bronze- und älteren Eisenzeit kamen in Brinkum zutage. Aus zwei Gruben in Brinkum wurden rund 300 Keramikscheiben aus der frühen vorrömischen Eisenzeit gefördert. Bei Sandgrabungen nördlich von Brinkum fanden sich Reste eines Großsteingrabs, in dem tiefstichverzierte und unverzierte Keramik der Trichterbecherkultur entdeckt wurden. In der Holtlander Gemarkung wurde ein Keramikbrennofen aus derselben Epoche entdeckt.
Aus den ersten vier Jahrhunderten n. Chr. stammen 19 Rennöfen zur Eisengewinnung aus Raseneisenerz, die in der Gemarkung Holtland bei einer Notgrabung entdeckt wurden. Ein solcher Fund ist bisher in Ostfriesland einmalig.

### Mittelalter
Die drei ältesten Orte der Samtgemeinde (Brinkum, Hesel und Holtland) lassen sich auf die karolingische Zeit beziehungsweise auf die Zeit kurz nach Ende der karolingischen Epoche datieren. In Brinkum wurde 1984 eine frühmittelalterliche Wasserschöpfstelle aus dem 9. Jahrhundert entdeckt, in Holtland ein Münzschatz aus der ersten Hälfte des 9. Jahrhunderts bei einem Hügelgrab. In den Werdener Urbaren wird Hesel um 900 als Hasla erwähnt. Aus den dortigen Angaben geht jedoch hervor, dass der Ort bereits zu diesem Zeitpunkt eine gewisse Größe hatte, also älter als die erste urkundliche Erwähnung ist.

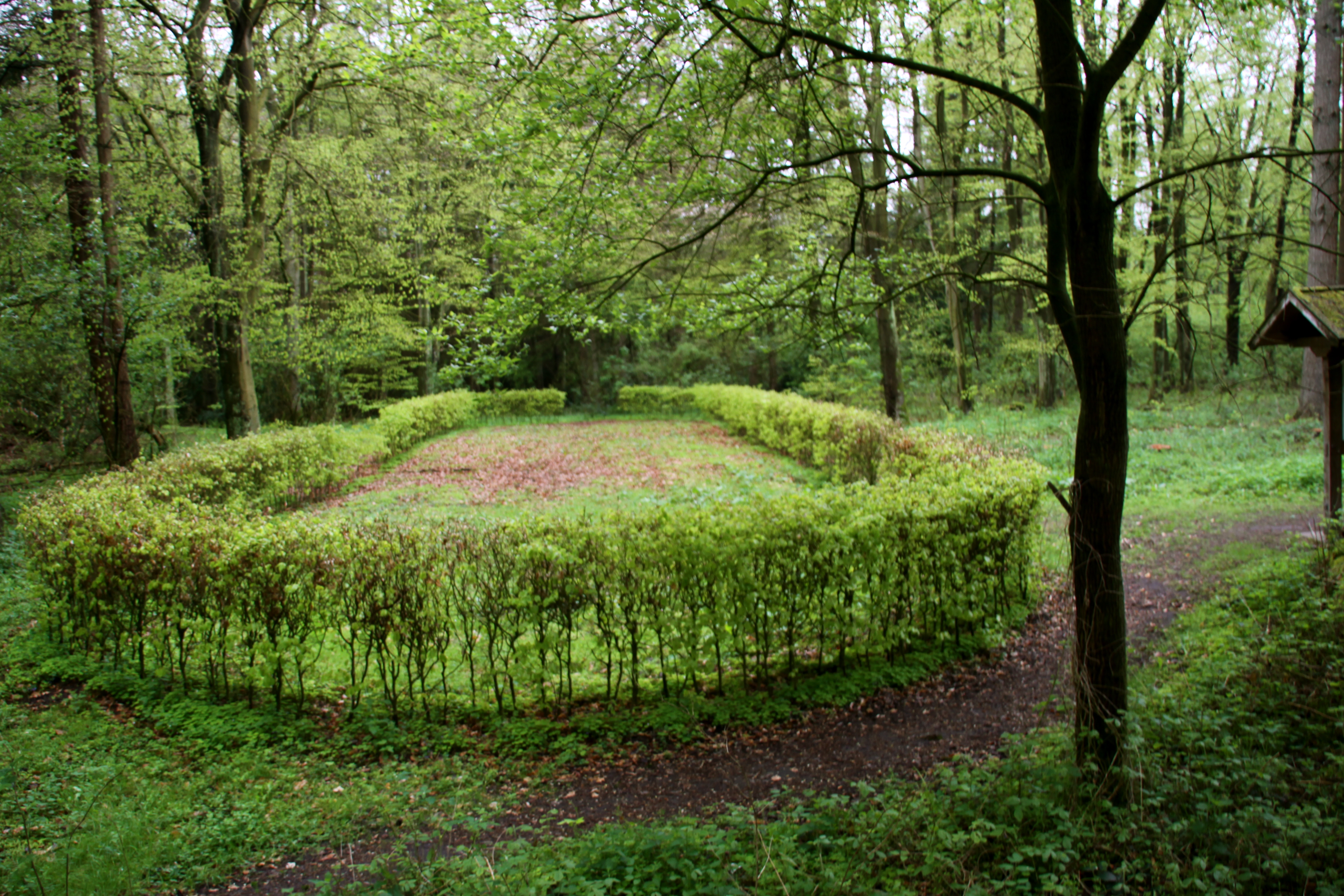
Durch eine Heckenanpflanzung angedeuteter Grundriss der Klosterkirche

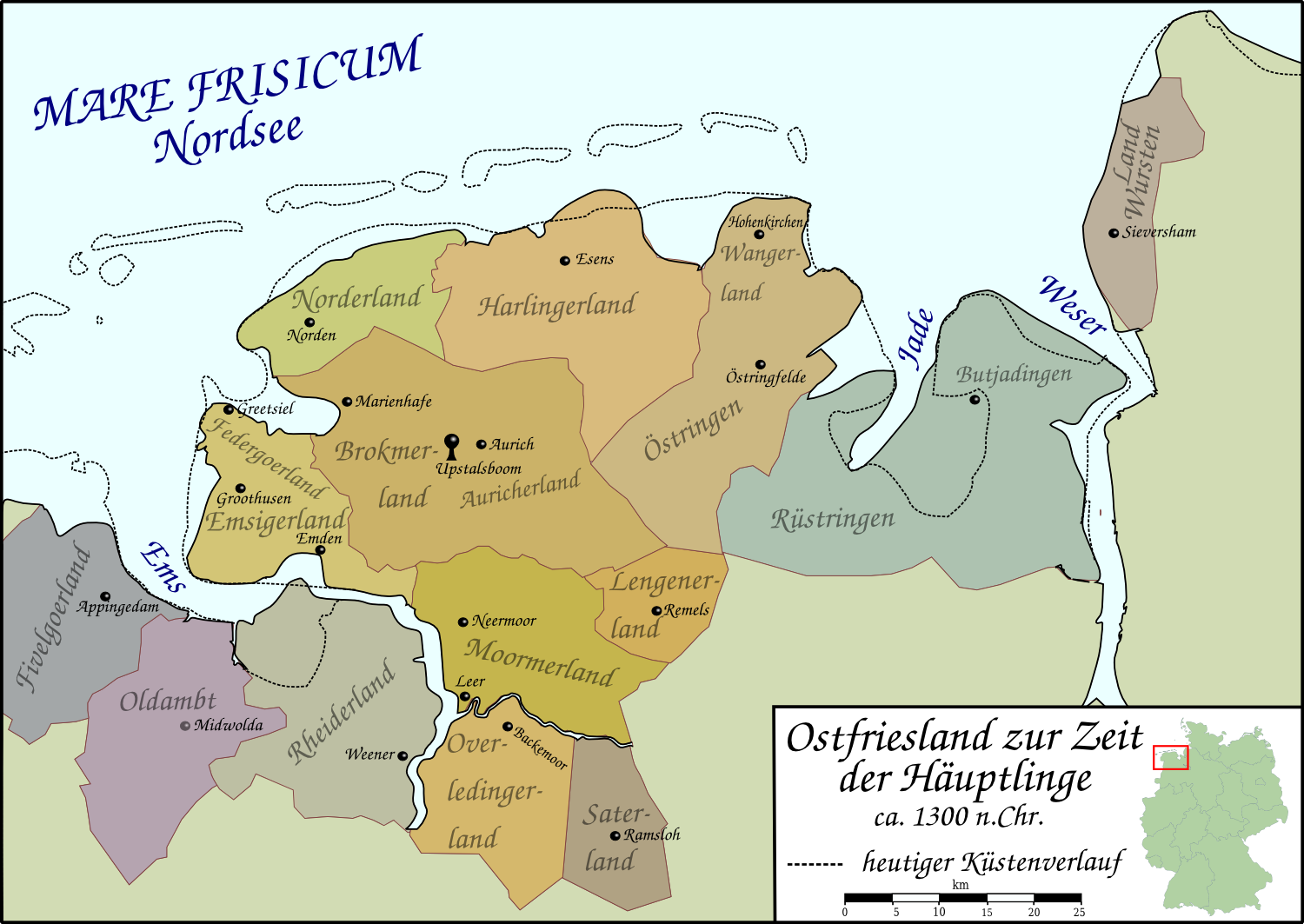
Ostfriesland um 1300

Zwischen 1170 und 1184 wurde das Prämonstratenserinnenkloster Barthe gegründet, um 1300 die Johanniterkommende in Hasselt. Beide hatten mehrere Vorwerke im heutigen Samtgemeindegebiet. Beim Kloster Barthe handelte es sich vermutlich um das zweitälteste Kloster Ostfrieslands nach dem Kloster Reepsholt, das allerdings rund 200 Jahre älter ist (983). Von den Prämonstratenserklöstern ist Barthe das älteste in Ostfriesland. Die ersten Bewohner kamen vermutlich aus Gebieten östlich der Ems nach Ostfriesland. Das Kloster wurde auf einem Geestplateau nordöstlich von Hesel errichtet. Um die Mitte des 13. Jahrhunderts wurde mit Backsteinbauten begonnen, der Rohstoff Lehm kam aus der näheren Umgebung. Im Jahr 1287 zählte Barthe angeblich 140 Bewohner.
Im Mittelalter gehörte Hesel zur friesischen Landesgemeinde Moormerland. Sie war ungleich größer als die heutige politische Gemeinde gleichen Namens und umfasste auch das Gebiet der Stadt Leer sowie der Samtgemeinden Hesel und Jümme.
Nach der Zeit der friesischen Freiheit konnte sich keine nennenswerte Häuptlingsherrschaft etablieren, da die Böden des Gebiets zu sandig waren und keinen Reichtum versprachen. Die Bedeutung Hesels ist in den Klosteranlagen sowie in der verkehrsgünstigen Lage innerhalb Ostfrieslands zu suchen. Im Konflikt zwischen dem Häuptling Focko Ukena aus Neermoor und dem Freiheitsbund der Sieben Ostfrieslande spielte der Ort Hesel als Schauplatz eines Scharmützels eine gewisse Rolle bei den Auseinandersetzungen, die mit der Niederlage Ukenas und dem Aufstieg der Häuptlingsfamilie Cirksena zu Grafen von Ostfriesland endeten.

### Unter den Cirksena (1464–1744)
Im Zuge der Reformation wurden das Kloster Barthe und die Kommende Hasselt allmählich aufgelöst. Zwei Brände in den Jahren 1558 und 1560 verursachten zudem schwere Schäden und zerstörten große Teile des Klosters. Barthe wurde 1563 säkularisiert und in ein landesherrschaftliches Gut umgewandelt. Nach mehreren Prozessen vor dem Reichskammergericht zwischen der Landesherrschaft und dem Johanniterorden über die Kommende Hasselt einigten sich beide Parteien am 3. September 1574 auf einen Vergleich. Die damals regierende Gräfin von Ostfriesland Anna musste das Ordensgut mit allen Vorwerken, Gülten, Renten und anderen Zubehörungen zurückgeben. Sie wurden anschließend vom Orden an Erbpächter vergeben und später an diese verkauft.

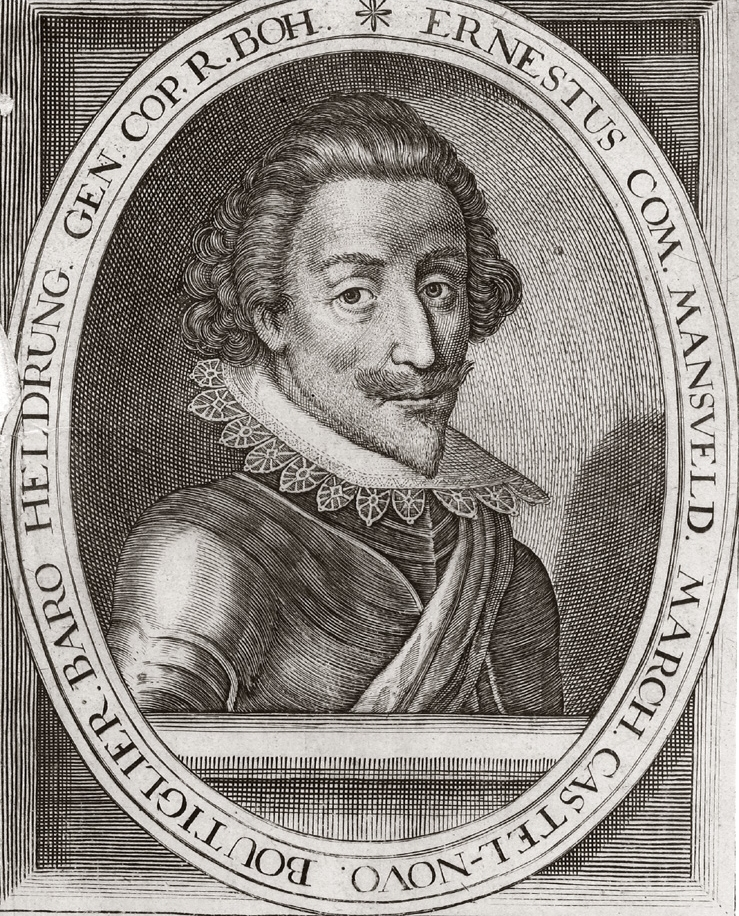
Peter Ernst II. von Mansfeld

Nach der Errichtung der Grafschaft Ostfriesland gehörte Hesel zum Amt Stickhausen. Militärisch war Hesel nur schlecht geschützt. Im Dreißigjährigen Krieg war Ostfriesland zwar nicht Schauplatz von Kampfhandlungen, wurde jedoch von Truppen als Ruheraum genutzt. Dreimal (1622–1624, 1627–1631 und 1637–1651) zogen fremde Truppen durch Ostfriesland, worunter das Gebiet zu leiden hatte. Besonders stark betroffen war die Region von der Besetzung durch die Mansfelder. Dabei wurden unter anderem die Gutshöfe Barthe, Hasselt und Stikelkamp geplündert oder zerstört. Vergleiche der Hofstellen in den Jahren 1598 und 1625 lassen einen Rückgang erkennen: „In fast allen Dörfern lassen sich wüst gefallene Stätten, d. h. aufgegebene oder niedergebrannte Hofstellen feststellen, die sehr häufig bis in die zweite Hälfte des 18. Jahrhunderts nicht wieder zu einer eigenständigen Wirtschaftseinheit wurden.“ In Holtland wurde vermutlich die Kirche geplündert, darauf deutet die Anschaffung neuer Ausstattungsteile nach dem Abzug der Mansfelder hin. Die beiden nächsten Besetzungen bedeuteten zwar ebenfalls Belastungen durch Kontributionen. Die Besatzer von 1627 bis 1631 jedoch, kaiserliche Truppen unter Tilly, „hielten Manneszucht und vermieden Ausschreitungen“ desgleichen die von 1637 bis 1651 einquartierten hessischen Truppen unter Wilhelm V. von Hessen-Kassel. Auch materiell stellte sich die Situation unter diesen beiden Besetzungen anders dar als unter Mansfeld: Es wurden zwar Kontributionen eingetrieben, doch wurden diese auch wieder in der Region ausgegeben. Darauf hatte bereits der ostfriesische Geschichtsschreiber Tileman Dothias Wiarda in Band 5 seiner „Ostfriesischen Geschichte“ (Aurich 1795) hingewiesen: „Da indessen durch die langjährigen Einquartierungen diese Kontributionen fast völlig wieder in der Provinz verzehrt wurden, und das Geld immer in Circulation blieb, so läßt sich das aufgeworfene Rätsel einigermaßen auflösen.“ Während des Krieges brach in Ostfriesland die Pest aus, Todeszahlen für das Gebiet sind jedoch nicht dokumentiert.

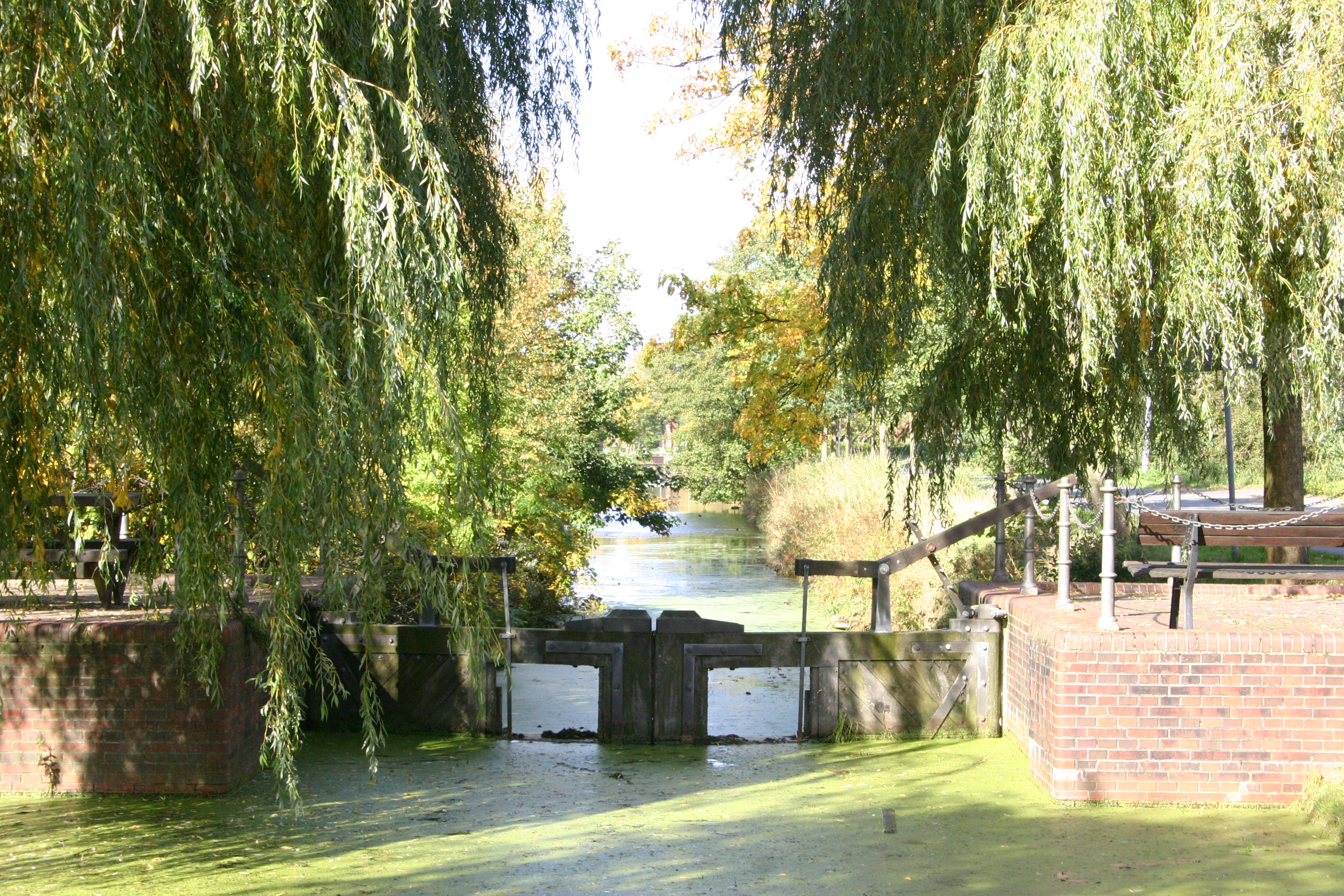
Neuefehnkanal mit Schleuse im heutigen, restaurierten Zustand

1660 wurde Neuefehn als fünfte Fehnsiedlung in Ostfriesland angelegt. Initiatoren waren die aus den Niederlanden stammenden Brüder Albert und Cord Jobus, weshalb die neue Fehnsiedlung zunächst den Namen Jobusfehn trug. Später wurde sie Neues Timmeler Fehn genannt, was später zu Neuefehn abgekürzt wurde. Die Benennung Das Neue Fehn ist für das Jahr 1710 dokumentiert. Hintergrund der Fehngründung war ein Torfausfuhrverbot, das die Niederlande bereits 1621 erlassen hatten. Da Torf zu jener Zeit der wichtigste Brennstoff der Ostfriesen war, litt die Region unter Torfknappheit. Zudem war der Bedarf an Brennmaterial im Laufe des 17. Jahrhunderts weiter gestiegen, weil sich das Gulfhaus als bäuerliches Haus immer mehr durchsetzte und die Ziegeleien einen entsprechenden Brennstoffbedarf hatten. Vom Landesherrn nahmen die Jobus’ das Areal in Erbpacht, ließen den Neuefehnkanal zur Entwässerung des Moorgebietes und als Transportweg anlegen und vergaben Grundstücke am Kanal an Untererbpächter. Diese mussten dafür Abgaben an die Fehngründer zahlen, die wiederum einen Teil an die Landesherrschaft abführen mussten; die Differenz verblieb als Gewinn bei den Fehnunternehmern. Die Untererbpächter besorgten den Torfabbau und kultivierten später die abgetorften Flächen, um sich eine landwirtschaftliche Existenz aufzubauen. Nach Neuefehn wurde nach demselben Prinzip unter der Leitung des Gutsherren von Stikelkamp das sich südöstlich anschließende Stiekelkamperfehn erschlossen. Wie in den anderen ostfriesischen Fehnorten entwickelte sich in den folgenden mehr als 200 Jahren die Schifffahrt zu einem weiteren Erwerbszweig der Fehntjer, neben dem Torfabbau und einer zumeist bescheidenen Landwirtschaft. Grundlage dieses Berufsstandes war die Abfuhr des Torfs in die Absatzgebiete, in erster Linie die Städte Emden und Leer und die Marschen. Im Vergleich zu den größeren Fehnsiedlungen wie Großefehn/Spetzerfehn, Warsingsfehn/Jheringsfehn und Rhauderfehn/Ostrhauderfehn war die Schifffahrt jedoch von geringerem Umfang.
Im Appell-Krieg zwischen der ostfriesischen Landesherrschaft und den sogenannten Renitenten standen die Dörfer der heutigen Samtgemeinde offiziell auf Seiten der Landesherrschaft. Gemeinsam mit Nortmoor bildeten Brinkum, Holtland und Hesel vorgeschobene Posten innerhalb des aufständischen Gebietes rund um Leer. Allerdings hatten in Holtland Bauern verabredet, sich im Fall von Übergriffen der Renitenten entgegen den Befehlen aus Aurich nicht zur Wehr zu setzen. „Man versuchte, sich auf „neutralem Grund“ zu bewegen, um den Schaden für die eigene Person und den eigenen Besitz so gering wie möglich zu halten.“ Sowohl in Holtland als auch in Brinkum und Hesel kam es zu Übergriffen der Aufständischen, verbunden mit Plünderungen. Ziel der Renitenten war in Holtland insbesondere das fürstliche Comptoir (Steuerbüro). Die Renitenten unterlagen 1726, nachdem die Landesherrschaft sich mit zusätzlichen dänischen Truppen verstärkt hatte.

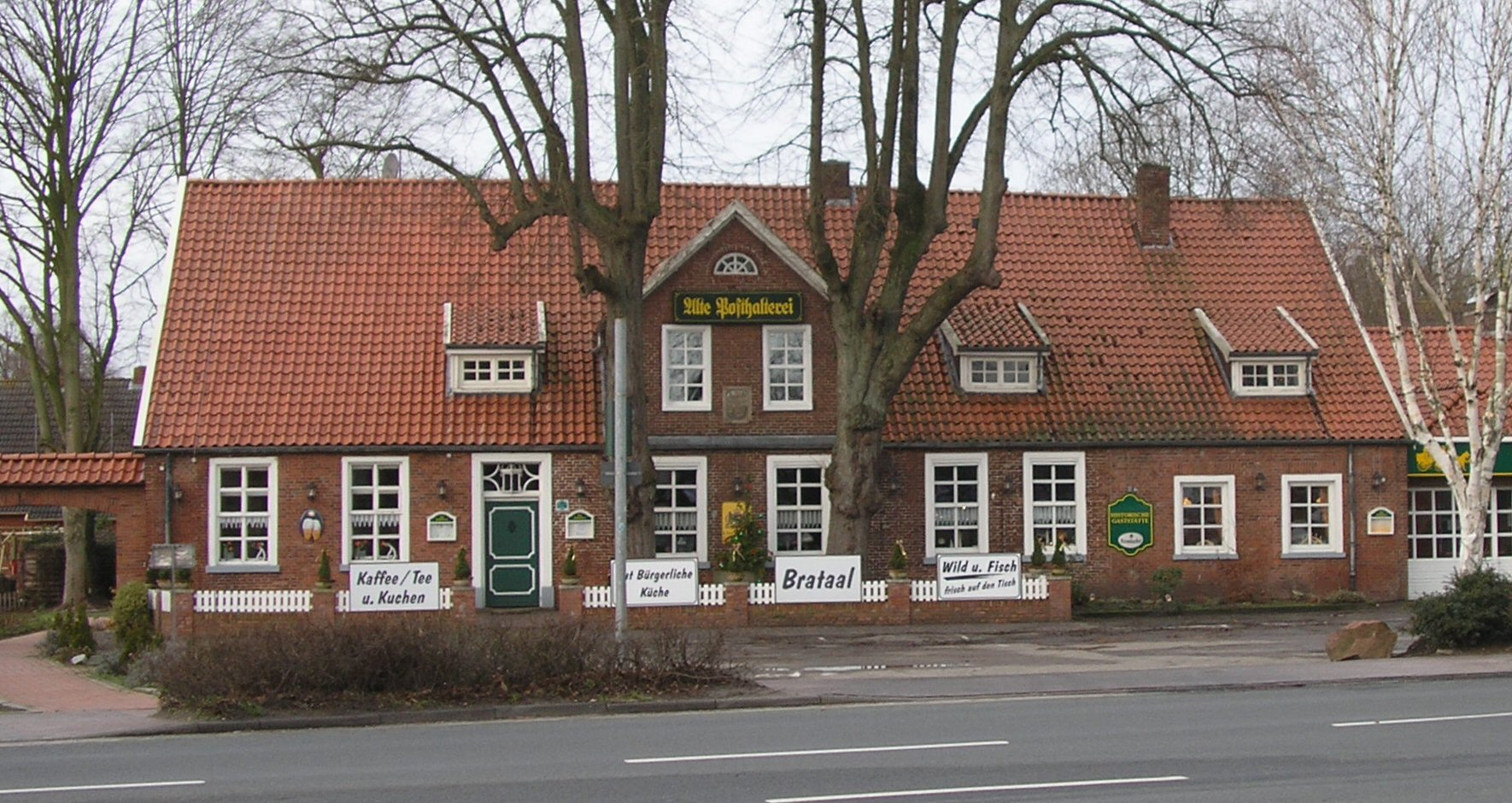
Alte Posthalterei in Hesel

1735 begann der Aufstieg Hesels zu einem Knotenpunkt im ostfriesischen Post(kutschen)wesen. Zwar gab es bereits seit 1699 einen regelmäßigen Postdienst zwischen Aurich und Leer, eingerichtet unter der Ägide des Fürsten Christian Eberhard. Die Linie führte zwar über Hesel, der Ort war jedoch keine Poststation, sondern das wenige Kilometer nördlich gelegene, ziemlich genau auf halber Strecke zwischen Leer und Aurich liegende Bagband. Erst als der Leeraner Kaufmann und Bürgermeister Hinrich Schweers die Konzession für eine Post von Leer nach Oldenburg und Bremen beantragte und diese erhielt, wurde Hesel zum Knotenpunkt des Postwesens. Die Strecken von Leer nach Aurich und von Leer nach Oldenburg gabelten sich in Hesel, wo eine Raststation aufgebaut und die Post sortiert wurde. Weil Dämme durch schlecht passierbares Moorgebiet angelegt werden mussten, wurde für die Benutzung der Strecke Wegegeld erhoben. Trotz der neugewonnenen Knotenpunkt-Funktion im Postwesen blieb Hesel auch weiterhin ein eher ärmliches und somit für Ostfriesland typisches Geestdorf. Größeren ökonomischen Nutzen zogen die Dorfbewohner erst ungefähr ab der Mitte des 19. Jahrhunderts aus dem Postwesen.

### Preußische und andere Herrschaften (1744–1815)
Im Jahr 1744 fiel Ostfriesland durch eine Exspektanz an Preußen. Im Siebenjährigen Krieg wurde Ostfriesland von den Truppen des Marquis de Conflans heimgesucht, die sich in erster Linie aus Deutschen zusammensetzten. Im September 1761 überfielen die Husaren Hesel und Holtland. In letzterem Ort wollten sich die Soldaten laut dem ostfriesischen Geschichtsschreiber Tileman Dothias Wiarda an Frauen des Ortes vergehen, woraufhin sich die Männer spontan zur Wehr setzten, fünf der Soldaten töteten und die übrigen bis nach Hesel verfolgten. Dies war der Beginn einer Erhebung gegen die Conflans’schen Truppen. Nach den Vorfällen in Holtland kam es auch in anderen Orten Ostfrieslands zur Gegenwehr, vor allem in Schirum. Ende September zogen etwa 500 bis 1000 Bauern in Richtung Leer, wo die Truppen einquartiert waren. Zwar wurden sie von den Soldaten auseinandergetrieben und hatten rund 40 Tote zu beklagen, doch zogen sich die Conflans’schen danach über die Ems aus Ostfriesland zurück.

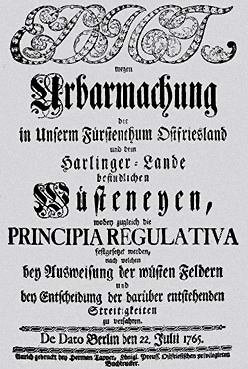
Urbarmachungsedikt

In der zweiten Hälfte des 18. und zu Beginn des 19. Jahrhunderts wurden auf dem heutigen Samtgemeindegebiet mehrere Moorkolonien angelegt. Die ersten beiden waren Neuemoor (gegründet 1764) und Firrel (1764). Der Großteil der neuen Moorkolonien wurde jedoch erst nach dem 1765 von Friedrich dem Großen erlassenen Urbarmachungsedikt angelegt. Dazu zählten zunächst Beningafehn (1772), Siebestock (1774), Kiefeld (1775), Südermoor (1775) und Holtland-Nücke (1777). Die Neusiedler stammten zum großen Teil aus den umliegenden alten Geestdörfern, auch solchen, die sich heute nicht auf Heseler Samtgemeindegebiet befinden wie Bagband und Strackholt.

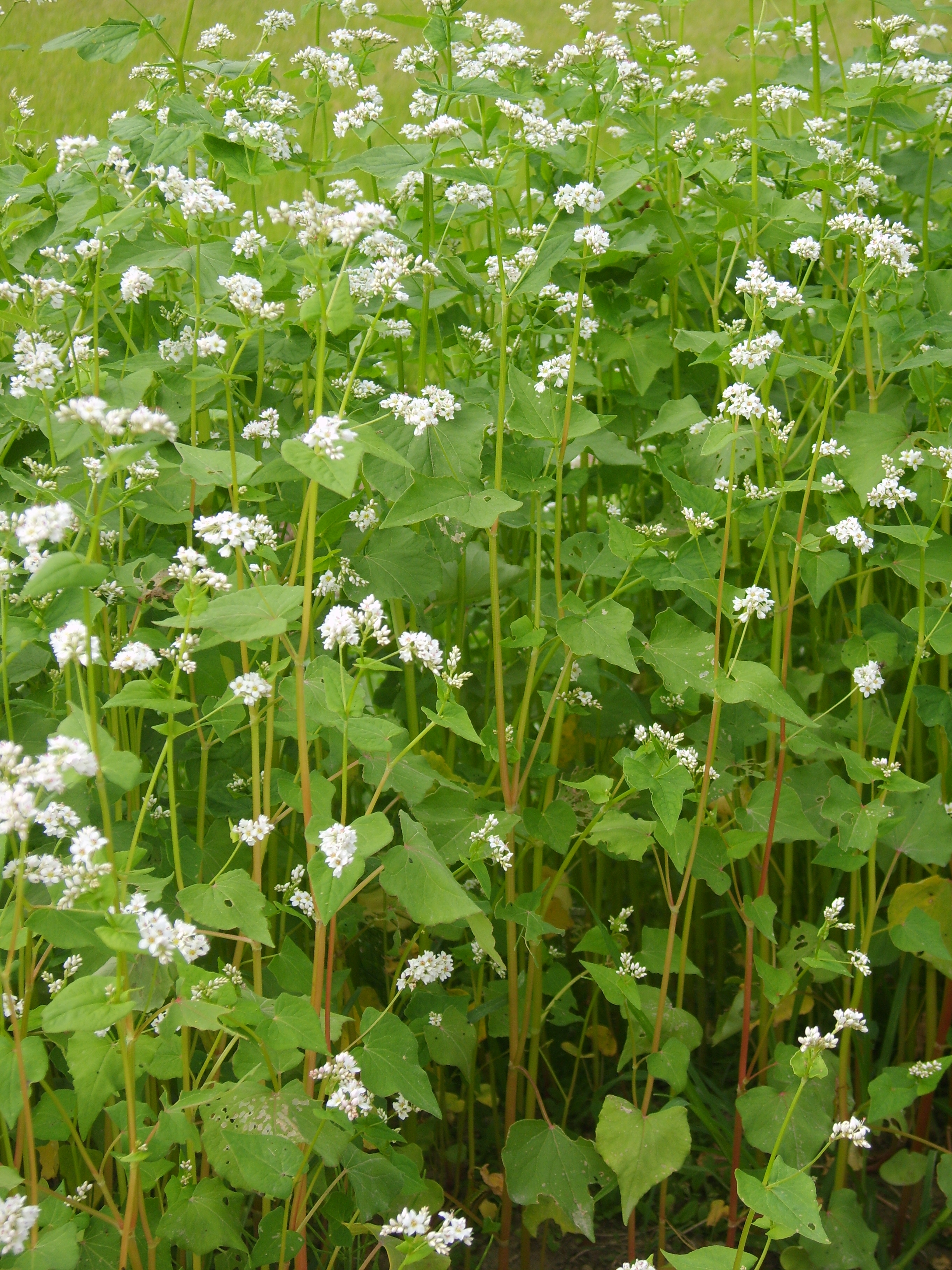
Nahrungsgrundlage der ersten Moorsiedler: Echter Buchweizen (Fagopyrum esculentum)

Landwirtschaftliche Grundlage der Moorkolonien war die Moorbrandkultur. Dabei wurden im Sommer kleine Gräben angelegt, um ein Stückchen Moor zu entwässern. Im Herbst wurde das Moor in Schollen gehackt, die im Winter durchfroren und im darauffolgenden Frühjahr geeggt wurden. Im späten Frühjahr zündeten die Kolonisten die bearbeiteten Moorflächen an und legten Samen zumeist von Buchweizen in die Asche, der sehr schnell wächst und nach wenigen Wochen geerntet werden konnte. Der Buchweizen, ein Knöterichgewächs, wurde danach verarbeitet. Angebaut wurden auch Kartoffeln, Roggen und Hafer. Der Moorboden war durch diese Form der Bearbeitung allerdings nach einigen Jahren ausgelaugt, so dass die Erträge sanken. Die Moorkolonien wurden daher mit wenigen Ausnahmen zu Notstandsgebieten. Eine dieser Ausnahmen war die Kolonie Siebestock: Sie war auf einem Geestrücken angelegt worden, der umfangreichen Getreideanbau ermöglichte, zugleich aber südwestlich des Ortes über Weideflächen verfügte, die die ergänzende Viehhaltung erlaubten. Torfmoore im Nordosten des Kolonats ermöglichten zudem, das Brennmaterial ortsnah abzubauen. Siebestock, gegründet von nicht erbberechtigten Holtlander Bauernsöhnen, wurde damit zu einer vergleichsweise wohlhabenden Moorkolonie. Da die anderen Moorkolonien jedoch verarmten, teils verstärkt durch Witterungseinflüsse und/oder Viehseuchen, wurde die Propagierung des Buchweizenanbaus nach der Moorbrandkultur 1791 von der preußischen Kriegs- und Domänenkammer zunächst eingestellt. Es kam zu einem Stopp der Anlage neuer Kolonien beziehungsweise der Vergrößerung bestehender Kolonien.
Dies änderte sich erst in der Amtszeit des Präsidenten der preußischen Kriegs- und Domänenkammer Carl Heinrich Graf von Schwerin, der dieses Amt seit 1798 innehatte. Er genehmigte 1802 die Anlage einer weiteren Kolonie auf dem Gebiet des Dominialgutshofs Kloster Barthe. Daraus entstand 1802 Schwerinsdorf, das nach Schwerins Tod 1806 so genannt wurde. Als weitere neue Moorkolonie kam 1809 Klein-Hesel hinzu.
Nach der Schlacht bei Jena und Auerstedt 1806 wurde Ostfriesland und damit das Gebiet der Samtgemeinde in das Königreich Holland und damit in den französischen Machtbereich eingegliedert. 1810 gehörte es als Departement Ems-Orientale (Osterems) unmittelbar zum französischen Kaiserreich, 1813 schließlich kam es nach den Befreiungskriegen erneut kurzzeitig zu Preußen. Nach dem Wiener Kongress 1814/15 trat Preußen Ostfriesland an das Königreich Hannover ab.

### Im Königreich Hannover (1815–1866)
Von seinem heimischen Gut Stikelkamp aus hatte Bojung Scato Lantzius-Beninga in den Jahren von 1807 bis zu seinem Tode 1847 entscheidenden Anteil daran, dass in Ostfriesland planvolle Wiederaufforstungen vorgenommen wurden. Seit 1807 war er Nachfolger des ostfriesischen Oberförsters Grube. Als Lantzius-Beninga sein Amt antrat, gab es in Ostfriesland noch keine planvolle Waldbewirtschaftung, vielmehr waren die Ostfriesen daran gewöhnt, die letzten verbliebenen Forstareale nach Gutdünken auszubeuten. Lantzius-Beninga erkannte den Wert der standortangepassten Baumarten für die Wiederaufforstung und achtete beim Einkauf der Samen auf hohe Qualität. In seiner Amtszeit verdoppelte sich die Waldfläche Ostfrieslands. Gleichwohl blieben die Forste zersplittert (und sind es bis heute), da Lantzius-Beninga im Wesentlichen mangels verfügbarer Areale nur die aufgelassenen Domanialgründe aufforsten ließ. Unter seiner Regie entstand unter anderem der Heseler Wald auf dem Gelände des ehemaligen Klosters Barthe. Auch der Forst Oldehave liegt auf einem ehemaligen Klostervorwerk-Gelände.
Durch Brinkum, Holtland und Hesel verlief die erste steinerne Chaussee Ostfrieslands von Leer nach Aurich, die in den Jahren 1834/1835 angelegt wurde. Zwischen 1839 und 1841 wurde der Weg von Hesel nach Oldenburg ausgebaut, so dass Hesel ein wichtiger Knotenpunkt innerhalb des sich entwickelnden ostfriesischen Straßennetzes blieb. Bei der 1846 eingerichteten Posthalterei in Hesel befand sich eine Mautstelle. 1863 kam zur täglichen Fahrpost zwischen Aurich und Leer eine weitere von Leer nach Oldenburg hinzu.
Der Lehrer Hinrich Janssen Sundermann trug als Lehrerfunktionär, Publizist und durch sein politisches Engagement als einer der führenden ostfriesischen Köpfe der Revolution von 1848/49 zur Politisierung der Heseler Bevölkerung bei. Eine Anzahl Kolonisten führte daraufhin einen zeitweise erfolgreichen Aufstand gegen den Domänenverwalter in Barthe, die Revolte teilte jedoch das Schicksal der Revolution. In den Folgejahren gründete Sundermann den Auswandererverein Neufriesland, der Emigrationswilligen bei ihrer Auswanderung in die USA half.

### Kaiserreich (1866–1918)
Die wirtschaftlichen Verhältnisse waren im heutigen Samtgemeindegebiet auch nach der Mitte des 19. Jahrhunderts kärglich. Eine dreistellige Zahl von Menschen verließ bis zur Jahrhundertwende das Gebiet. Allein aus der Gemeinde Hesel emigrierten in der zweiten Hälfte des 19. Jahrhunderts 65 Auswanderer nach Amerika.
Nach dem Deutschen Krieg 1866 wurde das Königreich Hannover Preußen einverleibt, für Ostfriesland bedeutete dies die dritte preußische Herrschaft nach 1744–1806 sowie 1813–1815. Nachdem es 1867 und 1868 zum wiederholten Male Missernten gegeben hatte, setzte der preußische Staat eine Kommission „zur Hebung der Zustände in den Moorkolonien ein“. Einer der vorgeschlagenen Punkte war das Verbot weiteren Zuzugs in die Moorkolonien. Die Entdeckung des Kunstdüngers im 19. Jahrhundert brachte für die Kolonien Fortschritte, die sich jedoch nur langsam einstellten. Eine weitere Verbesserung der Lage der Kolonisten brachte die Erlaubnis zum Abgraben weiterer Moorflächen, sie konnten sich durch Torfstich ein Zubrot verdienen. Um den Dünger schneller und zuverlässiger in die oft entlegenen und nur schlecht erreichbaren Kolonien zu bringen, wurde dem Wegebau vermehrt Aufmerksamkeit geschenkt. Es dauerte allerdings noch Jahrzehnte, bis die Nachteile der Moorkolonien abgemildert wurden. Eine weitere Maßnahme, die Produktivität landwirtschaftlicher Betriebe zu erhöhen, war die Flurbereinigung. Sie fand in der Gemeinde Hesel bereits ab 1889 statt, in Holtland hingegen erst 1912. Die Landwirte mussten von der Sinnhaftigkeit der Maßnahmen oft erst mühsam überzeugt werden.

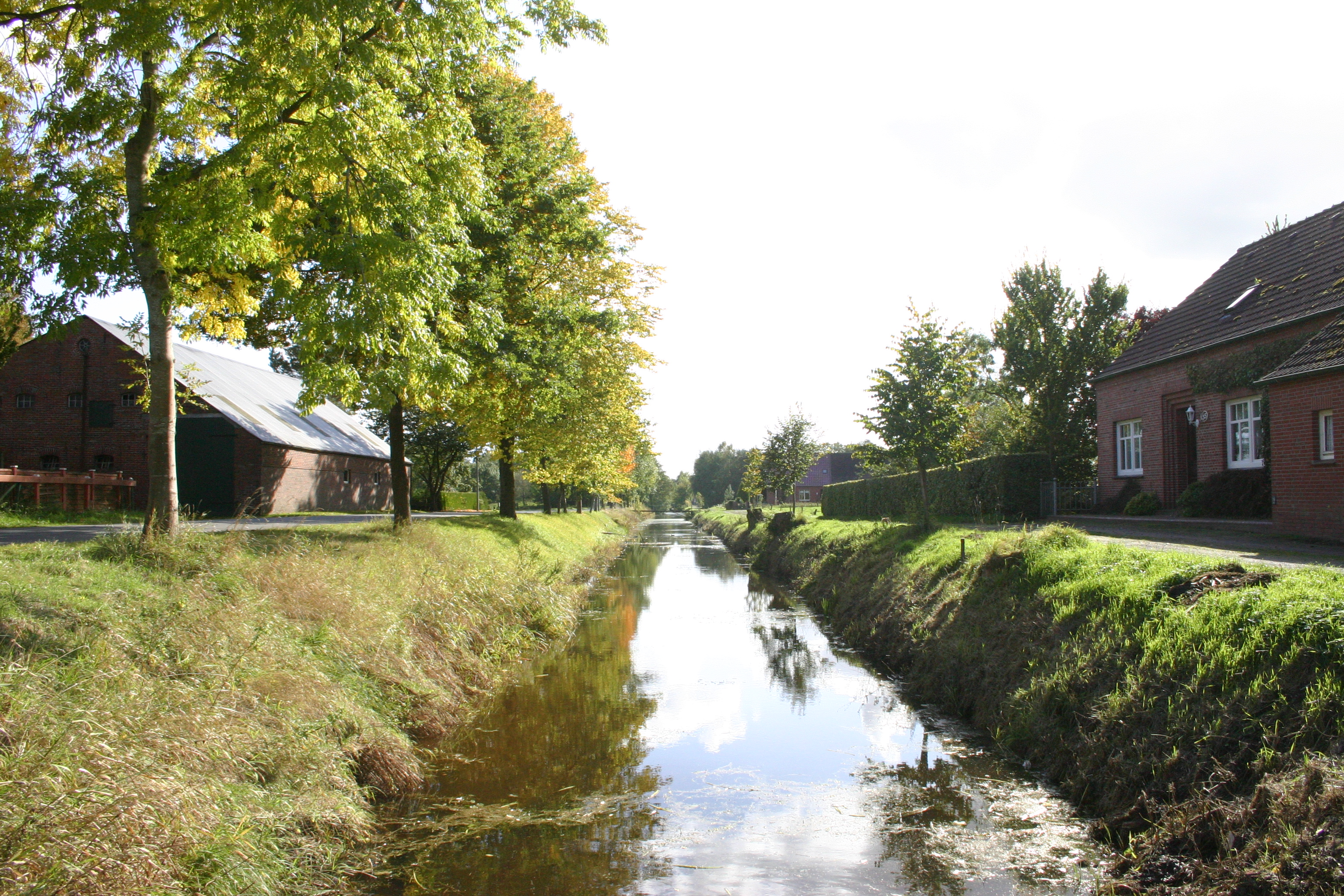
Der Neuefehnkanal im heutigen, verengten Zustand: Er war über Jahrhunderte die Transportader vom Fehn in die Absatzorte des Torfs.

In den beiden Fehnorten Neuefehn und Stiekelkamperfehn ging die Schifffahrt zwischen der Mitte des 19. Jahrhunderts und der Jahrhundertwende deutlich zurück. Dafür waren mehrere Gründe ausschlaggebend: Zum einen waren die Fehnorte deutlich kleiner als andere in Ostfriesland, so dass die Torfverschiffung abnahm. Zum anderen lagen die beiden Fehne im Vergleich zu den anderen etwas verkehrsferner. Drittens nahm auch der Anteil der Seeschifffahrt auf eigene Rechnung ab. Ebenso wie in anderen Fehnsiedlungen hatten sich auch Neuefehntjer und Stiekelkamperfehntjer schon seit dem späten 18. Jahrhundert auf die küstennahe Seeschifffahrt verlegt, wobei das Fehn aufgrund der geringen Größe der Fehnkanäle nicht der Heimathafen sein konnte. Vielmehr ankerten die Schiffe, soweit sie nicht unterwegs waren, in den Häfen an der Ems. Mit dem Aufkommen der Dampfschifffahrt mussten die Fehntjer Schiffer mehr und mehr die Segel streichen, da ihre Segler der Konkurrenz wenig entgegenzusetzen hatten. So sank die Zahl der registrierten Schiffe in Neuefehn von 27 (davon 16 Binnenschiffe) im Jahre 1862 auf nur noch 4 (davon 3 Binnenschiffe) im Jahre 1902. In Stiekelkamperfehn ging im gleichen Zeitraum die Zahl von 10 (5) auf 3 (2) zurück. Die größte Flotte unterhielten im Jahr 1902 Schiffer aus Großefehn mit 98 Schiffen, davon waren auch nur noch acht Seeschiffe.

### Weimarer Republik
Wie in vielen anderen Moor- und Geestgegenden Ostfrieslands machte sich im heutigen Samtgemeindegebiet bereits in der Frühphase der Weimarer Republik ein spürbarer Rechtsruck in der politischen Meinung bemerkbar. In Schwerinsdorf errang beispielsweise die Deutsche Demokratische Partei bei den Reichstagswahlen 1919 zunächst 55,9 Prozent der Wählerstimmen, bei der Wahl im darauffolgenden Jahr wurde die Deutsch-Hannoversche Partei Wahlsieger. Bereits bei der Reichstagswahl im Mai 1924 errangen rechte Parteien die absolute Mehrheit: Der Völkischsoziale Block gewann 53,7 Prozent der Stimmen, die DNVP weitere fast 38 Prozent. Auch in den Folgejahren behielten die rechtsextremen Parteien bei Reichstagswahlen die Oberhand, während auf kommunaler Ebene zumeist lokale Wählergruppen siegten. Bei der Reichstagswahl 1930 wurden die Nationalsozialisten mit 37 Prozent erstmals stärkste Partei; in den nächsten drei Jahren bauten sie die Vorrangstellung weiter aus. Im Juli 1932 holten die Nazis in Schwerinsdorf 96 Prozent der Stimmen, lediglich sechs Einwohner des Ortes wählten nicht die NSDAP. Bei der letzten Reichstagswahl im März 1933 errang die NSDAP erneut 95 Prozent. Bei einer Rückschau im Jahre 1947 erklärte das langjährige Gemeinderatsmitglied Rindert Post, selbst ein Gegner der Nazis: „Durch Propaganda geblendet, glaubte besonders der Landmann damals, eine bessere Zukunft erwarten zu können.“ Die Kolonisten in den Moor- und Geestdörfern lebten auch in der Weimarer Zeit in eher kärglichen Verhältnissen, die durch die Agrarkrisen der 1920er Jahre noch verstärkt wurden. Allerdings besaßen sie im Gegensatz zu den meisten Großbauern in den Marschgebieten, die Pächter waren, selbst ihre Scholle. Die Blut-und-Boden-Ideologie der Nazis hatte besonders dort Erfolg. Inwieweit die Krisen und die Propaganda jedoch vorhandene Sichtweisen lediglich verstärkt haben, lässt sich anhand der Gemeindechronik kaum noch nachvollziehen. Allerdings berichtet die Chronik auch davon, dass bei politischen Veranstaltungen zu Beginn der 1920er-Jahre revanchistische Äußerungen wie jene, dass man am Ende des Ersten Weltkriegs „die Waffen zu früh aus der Hand gelegt“ habe, zu hören waren.

### Nationalsozialismus

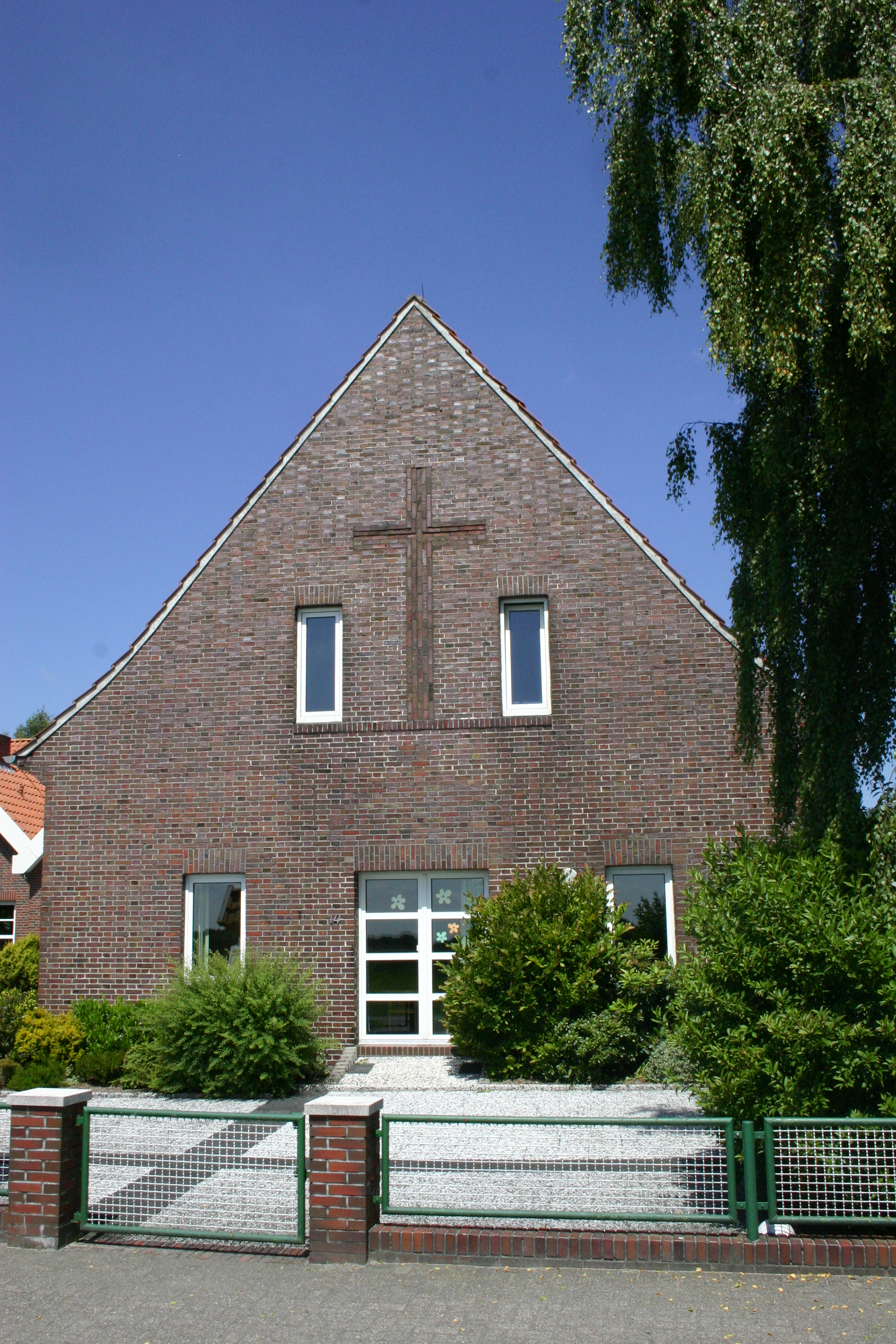
Alte Baptistenkapelle in Firrel (1936), einziger erhaltener Kirchenneubau in Ostfriesland aus der NS-Zeit

In Hesel wurde der Bürgermeister 1934 von den Nationalsozialisten im Gemeinderat abgesetzt und durch einen der ihren ersetzt. In Brinkum waren bereits 1931 mehrere Bauern in die NSDAP eingetreten, die nach 1933 den Gemeinderat bildeten. Der parteilose Bürgermeister blieb im Amt.
Durch den Reichsarbeitsdienst wurden in mehreren Ortschaften Wege als befestigte Sandwege ausgebaut. Wie in anderen Gebieten diente diese Maßnahme der (auf höherer Staatsverschuldung basierenden) Reduzierung der Arbeitslosigkeit.
Der Kirchenkampf zwischen Angehörigen der Bekennenden Kirche und der Deutschen Christen fand auch in und um Hesel seinen Niederschlag. Besonders in Firrel und Schwerinsdorf kam es zu Auseinandersetzungen. Der Firreler Pastor Ludwig Heinemeyer stand der Bekennenden Kirche nahe, in Schwerinsdorf, das nach Firrel eingepfarrt war und ist, suchte der Lehrer und NS-Funktionär Andreas van Dieken den Kurs des Pastors zu sabotieren. So wurde der Kirchengemeinde mehrfach die Nutzung der Schwerinsdorfer Schule für Gottesdiensthandlungen untersagt. An Neujahr 1934 wurde ein Gottesdienst durch Böllerschüsse gestört. Die Konflikte zwischen dem Pastor, der von den Schwerinsdorfer Gemeindevorstehern unterstützt wurde, und dem NS-Funktionär hielten noch bis zum Ausbruch des Krieges an. Auch nach Kriegsbeginn sah sich Pastor Heinemeyer Nachstellungen der Gestapo ausgesetzt; jedoch konnte ihm kein Fehlverhalten nachgewiesen werden. In Firrel entstand 1936 eine neue Kirche der baptistischen Gemeinde als Ersatz für die Vorgängerkapelle von 1896 und in Bagband 1937 eine kleine Kirche für die Selbständige Lutherische Kreuzgemeinde. Es handelt sich um die einzigen beiden Kirchenneubauten in Ostfriesland, der während der Zeit des Nationalsozialismus entstanden.
Schon vor Kriegsausbruch hatte die Kriegsmarine bei Hesel ein Flugabwehrkommando aufgestellt, später um eine Funkmessstation der Luftwaffe ergänzt. Deren Aufgabe bestand während des Krieges darin, feindliche Flugzeuge zu erkennen und zu zählen. In mehreren Ortschaften des heutigen Samtgemeindegebietes wurden während des Zweiten Weltkriegs Kriegsgefangenenlager eingerichtet, so in Hesel für 80 bis 100 Insassen zumeist serbischer Herkunft. Sie wurden in Landwirtschaft und Handwerk eingesetzt. Auch in Holtland waren Kriegsgefangene untergebracht, desgleichen in Firrel etwa 15 bis 20 Franzosen. Ab März 1941 wurden in Holtland ausgebombte Familien aus Emden sowie – im Rahmen der „Erweiterten Kinderlandverschickung“ – Kinder aus anderen Gebieten Deutschlands wie Bremen, Hamburg, dem Ruhrgebiet und aus Berlin aufgenommen. Sie wurden in Holtlander Familien untergebracht.
Polnische und kanadische Einheiten nahmen das heutige Samtgemeindegebiet am 30. April und 1. Mai 1945 ein, nachdem sie zuvor Leer erobert hatten und auf Aurich zurückten. Bei Gefechten kamen mehrere polnische Soldaten und Wehrmachtsangehörige um. Zwei deutsche Soldaten wurden in Holtland, vier weitere in Hesel wegen Fahnenflucht exekutiert. Nach einem von ihnen, dem damals 17-jährigen Günter Oßwald, wurde 2008 eine Straße in Hesel benannt. Im Ort Hesel gerieten die Mühle und mehrere Wohnhäuser durch Beschuss in Brand. Durch die nachrückenden polnischen Truppen kam es zu Plünderungen.

### Nachkriegszeit
Nach dem Krieg wurden auf dem heutigen Samtgemeindegebiet Flüchtlinge aus den Ostgebieten des Deutschen Reiches angesiedelt, wodurch die Einwohnerzahl teilweise deutlich zunahm. Neben offener Ablehnung und Eingliederungsproblemen gab es auch Fälle von anscheinend relativ schneller Integration. In manchen Moorkolonien haben die geringen sozialen Unterschiede innerhalb der alteingesessenen Dorfbevölkerung vermutlich dazu beigetragen, wie es am Beispiel Schwerinsdorfs in einem Pastoralbericht anlässlich einer Kirchenvisitation 1947 berichtet wird. In anderen Ortschaften wurden die Flüchtlinge jedoch auch kritischer beäugt. In Holtland etwa wurden mehreren Flüchtlingsfamilien bewusst keine Bauplätze zugeteilt, sie bekamen stattdessen noch 1950 alte Baracken zugewiesen. „Wen man im Dorf nicht haben wollte, der wurde dort untergebracht“, heißt es in der Erinnerung einer geflüchteten Frau. In den meisten Dörfern arbeiteten die Vertriebenen ungeachtet ihres früheren Berufs in der Landwirtschaft, so dass die Ernährung oftmals besser war als in nichtlandwirtschaftlichen Orten. Für Hesel ist nachgewiesen, dass es überdurchschnittlich häufig zu Ehen zwischen Alteingesessenen und Neuankömmlingen kam. Unter den Ostflüchtlingen war auch Horst Milde, späterer (Ober-)Bürgermeister von Leer und Oldenburg sowie sozialdemokratisches Landtagsmitglied und Präsident des Niedersächsischen Landtags. Er lebte nach 1945 einige Jahre in Holtland. Die benachbarte Stadt Leer bot Arbeitsplätze und erkannte auch schnell den Gewinn, den die – oft gut ausgebildeten – Flüchtlinge für den Ort bedeuteten.
In der unmittelbaren Nachkriegszeit war der Landkreis Leer unter den drei ostfriesischen Landkreisen am stärksten mit Ostflüchtlingen belegt, weil er – im Gegensatz zu den Landkreisen Aurich und Wittmund – nicht als Internierungsgebiet für kriegsgefangene deutsche Soldaten diente. Allerdings nahm der Landkreis Leer in der Folgezeit unter allen niedersächsischen Kreisen die meisten Personen auf, die schon in den Ostgebieten arbeits- oder berufslos waren. Auch der Anteil der über 65-Jährigen lag höher als im Durchschnitt Niedersachsens. Hingegen verzeichnete der Landkreis Leer unter allen niedersächsischen Landkreisen den geringsten Anteil an männlichen Ostflüchtlingen im Alter von 20 bis 45 Jahren.
Die zunehmende Technisierung in der Landwirtschaft ließ im vorliegenden Gebiet die Zahl der Beschäftigten deutlich sinken. Zugleich stieg die durchschnittliche Betriebsgröße. Exemplarisch kann Firrel genannt werden, wo es 1949 noch 113 landwirtschaftliche Betriebe mit einer Durchschnittsgröße von 9,6 Hektar gab. Die Zahl der Betriebe sank über 96 (1971) und 87 (1977) auf nur noch 44 im Jahre 1999. Die durchschnittliche Betriebsgröße betrug allerdings 22,9 Hektar. Mit der abnehmenden Zahl der in der Landwirtschaft Beschäftigten korrespondiert die Zunahme der Berufspendler.
Im Zuge der Niedersächsischen Kommunalreform 1972 wurde die Samtgemeinde Hesel am 17. Januar des Jahres aus den Gemeinden Hesel, Holtland, Brinkum, Firrel, Neukamperfehn und Schwerinsdorf gebildet. Die Samtgemeinde Hesel nahm im gleichen Zug von der Gemeinde Bagband (Landkreis Aurich) die Ortschaften Neuemoor und Südermoor auf, auch wechselte Neuefehn die Kreisangehörigkeit und bildet seither mit Stiekelkamperfehn die Gemeinde Neukamperfehn im Landkreis Leer.
Die Infrastruktur der Samtgemeinde wurde in den späten 1960er- und 1970er-Jahren kontinuierlich ausgebaut. So entstanden beim Bau des neuen Schulzentrums in Hesel ein Hallenbad und eine Sporthalle. Das Rathaus der Samtgemeinde in Hesel musste schon aufgrund der Bildung der Samtgemeinde neu erbaut werden, da die vorhandenen Amtsstuben der Gemeinde Hesel allein nicht ausreichten. 1974 wurde das Wasserwerk in Hasselt errichtet, das für die Trinkwasserversorgung von etwa 40.000 Menschen im nördlichen Landkreis Leer zuständig ist. Ebenfalls ausgebaut wurde die Verkehrsinfrastruktur, unter anderem mit dem Bau der ehemaligen Bundesstraße 530 (nach Herabstufung mittlerweile Landesstraße 24) sowie dem Ausbau der vorhandenen (Bundes-)Straßen.

### Entwicklung des Gemeindenamens
Hesel wird in den Werdener Urbaren im 10. Jahrhundert erstmals als Hasla erwähnt. Eine Erwähnung im Ostfriesischen Urkundenbuch als Hosla (1319) wird auf einen Schreibfehler zurückgeführt. 1474 fand der namensgebende Ort als Hessele Erwähnung, in einer Kopfschatzung des Jahres 1719 schließlich in seiner heutigen Schreibweise.
Der Name geht auf das altfriesische Wort hesel für die Hasel zurück, verbunden mit dem ebenfalls altfriesischen là für Gehölz. Der Gemeindename bedeutet also nichts anderes als Haselwald, was auf die damals noch reichlich vorhandenen Wälder auf der Geest zurückzuführen ist.

## Religion

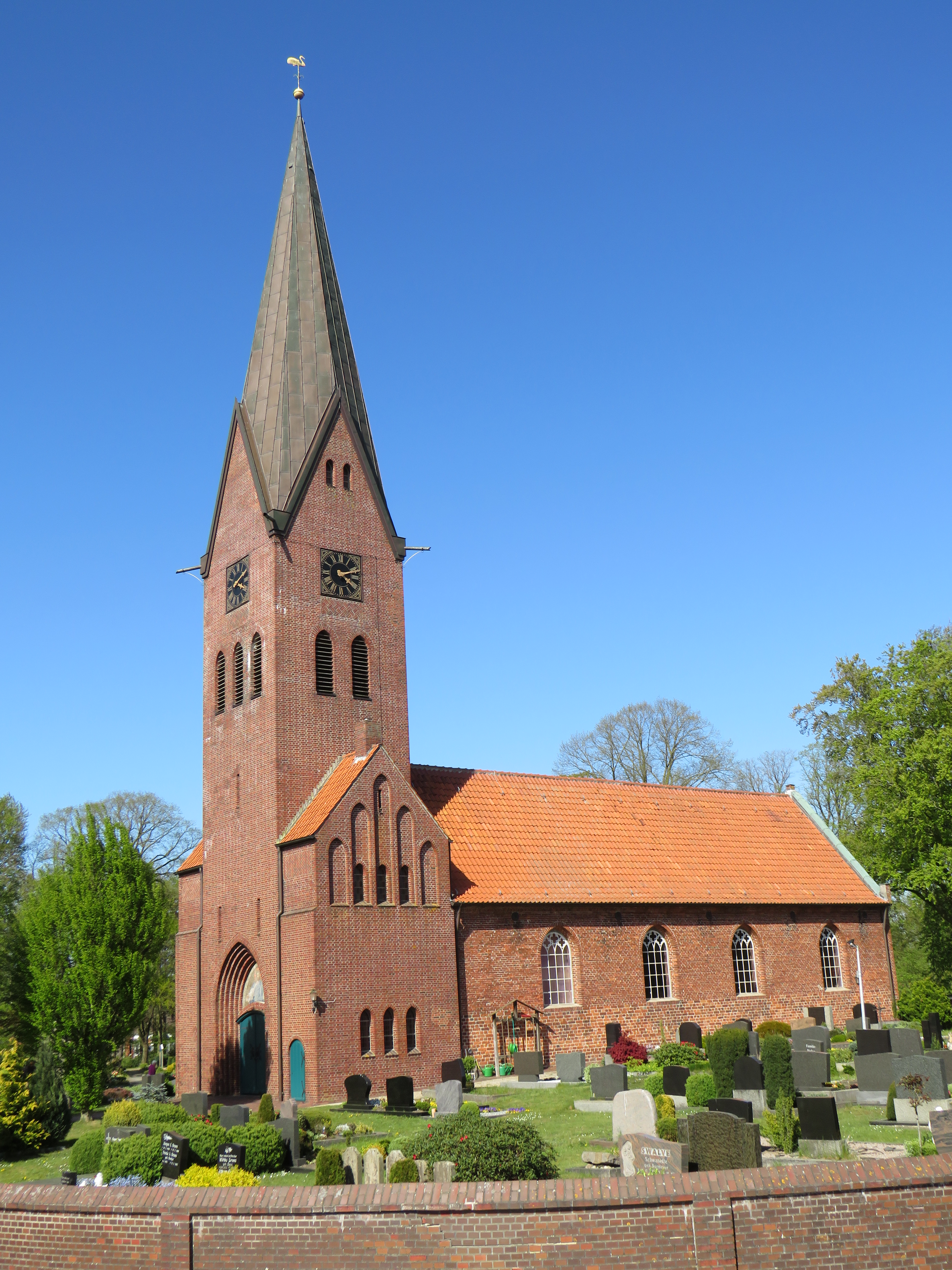
Liudgerikirche Hesel

Im Mittelalter unterstanden Hesel und Holtland der Propstei Leer im Bistum Münster. Um 1290 beherbergte das Kloster Barthe 40 Nonnen. Im Jahr 1594 waren es nur noch einige, so dass das Kloster schließlich verkauft wurde. Seit der Reformation ist das Samtgemeindegebiet wie ganz Ostfriesland sehr deutlich protestantisch geprägt, wobei Hesel im östlichen, überwiegend lutherischen Teil Ostfrieslands liegt. Die Liudgerigemeinde in Hesel wechselte zunächst zum reformierten und nach 1585 zum lutherischen Bekenntnis. Heute gehören die Kirchengemeinden der Liudgerikirche in Hesel, der Marienkirche in Holtland, der Nikolaikirche in Stiekelkamperfehn und der Andreaskirche in Firrel zum Kirchenkreis Leer der Ev.-luth. Landeskirche Hannover. Die Kirchengemeinde in Firrel erhielt erst 1899 ihre Selbstständigkeit. Nachdem die Gottesdienste aus Kostengründen zunächst im Schulgebäude abgehalten wurden, ermöglichten Haussammlungen den Bau der Andreaskirche, die im Jahr 1907 eingeweiht wurde. Die Heseler Ludgeri-Gemeinde wird seit 2008 von einer Stiftung mit einem Grundkapital von 25.000 Euro unterstützt. Das Geld stammt von Heseler Bürgern. Zweck der Stiftung ist die Unterstützung der Kirchenarbeit sowie die Grabpflege auf dem Heseler Friedhof.
Daneben finden sich in der Samtgemeinde Hesel verschiedene freikirchliche Gemeinden. Die alte Baptistenkapelle Firrel wurde im Jahr 1896 noch vor dem Bau der lutherischen Kirche errichtet, nachdem die 1873 in Neudorf gegründete Baptistengemeinde nach Firrel verlegt worden war. Die Teilgemeinde in Remels erlangte im Jahr 2000 ihre Selbstständigkeit. In organisatorischer Anbindung an die Muttergemeinde in Firrel besitzen die evangelisch-freikirchlichen Christen in Hesel ein Zentrum, das so genannte Backstage. Seit 1937 gibt es eine Selbständige Evangelisch-Lutherische Kirchengemeinde (SELK), die Kreuzgemeinde Hesel-Bagband. In Bagband wurde 1937 ein erstes Kirchengebäude gebaut, das heute nicht mehr existiert. Die Gemeindearbeit verlagerte sich ab 1955 nach Hesel, wo zunächst eine Holzkirche entstand, die 1987 durch den heutigen Bau abgelöst wurde. Im Jahr 2007 erfolgte die Gründung einer Freien evangelischen Gemeinde in Hesel, einer Tochtergemeinde der Auricher FeG, die ein ehemaliges Geschäftshaus zum Gemeindezentrum umbaute.
Eine katholische Gemeinde gibt es in der Samtgemeinde Hesel nicht, die nächstgelegene befindet sich in der Nachbarstadt Leer. Eine Gottesdienststation in Hesel musste 1954 aufgelöst werden, nachdem katholische Vertriebene, die sich nach dem Zweiten Weltkrieg zunächst in Hesel angesiedelt hatten, wieder abgezogen waren. Zahlen zu anderen Religionsangehörigen (bspw. Muslime) gibt es auf Samtgemeinde-Ebene nicht. Bis zur Zeit des Nationalsozialismus gab es auch im heutigen Samtgemeindegebiet einige Juden, deren Zahl aber zu klein war, um eine eigenständige Gemeinde bilden zu können. Die nächstgelegene Gemeinde befand sich bis 1938 in Leer.

## Politik
In der Samtgemeinde Hesel haben SPD und CDU einen gleichermaßen starken Rückhalt, wobei die Rolle der SPD seit Bestehen der Bundesrepublik zugenommen hat. Im Gegensatz zum restlichen Ostfriesland war die CDU im Landkreis Leer bereits sehr frühzeitig organisiert und erzielte dort die besten Ergebnisse innerhalb der Region. Dies trifft auch auf das Gebiet der heutigen Samtgemeinde zu. Mit Ausnahme der Fehnsiedlungen Neuefehn und Stiekelkamperfehn errang die CDU bei der Bundestagswahl 1949 in allen Ortschaften die absolute Mehrheit. Die Ausnahmestellung der beiden Fehne hing, wie auch in benachbarten Fehnsiedlungen im Moormerland, mit der Sozialstruktur zusammen (hoher Anteil von Matrosen an der Gesamtbevölkerung). In den beiden Fehnen erhielt die SPD 1949 mehr als 40 (Neuefehn) beziehungsweise mehr als 50 Prozent (Stiekelkamperfehn) der abgegebenen Stimmen. In Neuemoor, Firrel, Schwerinsdorf und Brinkum hingegen erreichte die CDU die absolute Mehrheit oder wurde zumindest die stärkste Partei mit mehr als 30 (Hesel) beziehungsweise mehr als 40 Prozent (Holtland) der Stimmen. Bei der Bundestagswahl 1953 verstärkte sich dies noch: Die SPD errang nur noch in Neuefehn die relative Mehrheit, die CDU in allen anderen Ortsteilen hingegen die absolute Mehrheit. Am deutlichen Vorsprung der CDU vor der SPD in der Samtgemeinde Hesel änderte sich in den folgenden Jahrzehnten nur wenig: Selbst bei der „Willy-Brandt-Wahl“ 1972, die der SPD in Ostfriesland ein Rekordergebnis und das Eindringen in manche vorherige CDU-Bastion erbrachte, blieb das Samtgemeindegebiet ein Rückhalt für die CDU: Erneut mit Ausnahme der beiden Fehnsiedlungen holte sie in allen Ortschaften die absolute Mehrheit, in Neuemoor, Firrel und Schwerinsdorf sogar mehr als 70 Prozent. Erst in den folgenden Jahrzehnten konnte die SPD aufholen, bei der Bundestagswahl 2005 wurde sie auch in Hesel die stärkste Partei.
Auch bei Landtagswahlen ist das Samtgemeindegebiet, wie auch die Nachbargemeinden Jümme und Uplengen, in der Vergangenheit ein Rückhalt für die CDU gewesen, während Ostfriesland in seiner Gesamtheit bei Wahlen eine traditionelle Hochburg der SPD ist. Auch hier haben sich die Ergebnisse von CDU und SPD in den vergangenen Jahrzehnten angenähert, mit wechselndem Wahlgewinner. Bei den vergangenen Landtagswahlen wurde die CDU in Hesel stärkste Kraft. Andere Parteien haben bei Bundes- und Landtagswahlen keine größere Rolle gespielt. Auf kommunaler Ebene ist die Allgemeine Wählergemeinschaft Samtgemeinde Hesel (Freie Wählergruppe) hingegen mittlerweile zur drittstärksten Fraktion im Rat geworden. 2021 schafften Grüne und FDP den Einzug in den Samtgemeinderat.
Wie in anderen Samtgemeinden auch, kommt es in der Samtgemeinde Hesel gelegentlich zu politischen Diskussionen darüber, die Samtgemeinde zugunsten einer Einheitsgemeinde aufzulösen, wie es in Ostfriesland 2001 im Falle Bundes und Dornums geschehen ist. Oft hat dies finanzielle Hintergründe.

### Samtgemeinderat und Verwaltung
Der Samtgemeinderat der Samtgemeinde Hesel besteht aus 26 Ratsfrauen und Ratsherren. Dies ist die festgelegte Anzahl für eine Samtgemeinde mit einer Einwohnerzahl zwischen 10.001 bis 11.000 Einwohnern. Die 26 Ratsmitglieder werden durch eine Kommunalwahl für jeweils fünf Jahre gewählt. Die aktuelle Amtszeit begann am 1. November 2021 und endet am 31. Oktober 2026.
Stimmberechtigt im Rat der Samtgemeinde ist außerdem der hauptamtliche Samtgemeindebürgermeister Uwe Themann (SPD).
Die letzte niedersächsische Kommunalwahl vom 12. September 2021 ergab das folgende Ergebnis:
| Partei                                                 | Anteilige Stimmen | Anzahl Sitze | Veränderung Stimmen | Veränderung Sitze |
| ------------------------------------------------------ | ----------------- | ------------ | ------------------- | ----------------- |
| SPD                                                    | 32,5 %            | 8            | −7,8 %              | −3                |
| CDU                                                    | 38,2 %            | 10           | −1,8 %              | 0                 |
| Allgemeine Wählergemeinschaft Samtgemeinde Hesel (AWG) | 9,9 %             | 3            | −3,0 %              | 0                 |
| Grüne                                                  | 8,2 %             | 2            | +8,2 %              | +2                |
| FDP                                                    | 5,1 %             | 1            | +3,8 %              | +1                |
| Die Linke                                              | 2,4 %             | 1            | −0,5 %              | 0                 |
| Die Friesen                                            | 1,9 %             | 1            | −0,6 %              | 0                 |

Die Wahlbeteiligung bei der Kommunalwahl 2021 lag mit 61,5 % über dem niedersächsischen Durchschnitt von 57,1 %. Zum Vergleich – bei der vorherigen Kommunalwahl vom 11. September 2016 lag die Wahlbeteiligung bei 54,5 %.
Da die Samtgemeinde Hesel aus sechs Mitgliedsgemeinden besteht, gibt es dort keine Ortsräte wie in vielen Einheitsgemeinden. Die rein örtlichen Funktionen, die die Ortsräte in Einheitsgemeinden innehaben, werden von den Mitgliedsgemeinden übernommen. Zu den Wahlergebnissen in den Mitgliedsgemeinden siehe die Artikel über die Mitgliedsgemeinden. Die Samtgemeinde verfügt über den Verwaltungsapparat, der nicht nur die im NKomVG sowie der Hauptsatzung festgelegten Aufgaben übernimmt, sondern auch die Verwaltungsgeschäfte für die Mitgliedsgemeinden. Die Mitgliedsgemeinden haben demzufolge keine eigene Verwaltung.

### Samtgemeindebürgermeister
Seit dem 1. November 2006 ist Uwe Themann (SPD) hauptamtlicher Samtgemeindebürgermeister. Er setzte sich in der Stichwahl am 24. September 2006 gegen seinen Konkurrenten Hinrich Bruns (CDU) durch. Themann errang dabei 54,1 Prozent der Stimmen, bei einer Wahlbeteiligung von 55,9 Prozent. Bei der Bürgermeisterwahl am 25. Mai 2014 wurde Themann als Amtsinhaber mit 72,4 % der Stimmen erneut wiedergewählt. Er konnte sich im ersten Wahlgang gegen zwei Gegenkandidaten durchsetzen. Die Wahlbeteiligung lag bei 52,5 %. Bei der Bürgermeisterwahl am 12. September 2021 erreichte Themann 53,6 %, während sein Herausforderer Gerwin Kuhlmann von der CDU mit 46,4 % unterlag. Die Wahlbeteiligung lag bei 61,6 %. Themann tritt seine dritte Amtszeit am 1. November 2021 an. Im Gegensatz zu den Bürgermeistern der Mitgliedsgemeinden dient der Samtgemeindebürgermeister als hauptamtliche Kraft, analog zu den Bürgermeistern in Einheitsgemeinden. Der Samtgemeindebürgermeister fungiert zudem als Gemeindedirektor von drei der sechs Mitgliedsgemeinden, die anderen haben ihre Bürgermeister als Verwaltungschefs bestimmt.

### Vertreter im Land- und Bundestag
Die Samtgemeinde Hesel gehört zum Wahlkreis Leer. Er umfasst die Stadt Leer, die Gemeinden Ostrhauderfehn, Rhauderfehn, Uplengen und die Samtgemeinden Hesel und Jümme. Bei der letzten Landtagswahl in Niedersachsen vom 9. Oktober 2022 gewann Ulf Thiele (CDU) das Direktmandat mit 35,7 % der Stimmen. Er ist damit zum fünften Mal in Folge direkt gewählt worden.
Die Samtgemeinde Hesel gehört zum Bundestagswahlkreis Unterems (Wahlkreis 25), der aus dem Landkreis Leer und dem nördlichen Teil des Landkreises Emsland besteht. Der Wahlkreis wurde zur Bundestagswahl 1980 neu zugeschnitten und ist seitdem unverändert. Bislang setzten sich in diesem Wahlkreis ausschließlich CDU-Kandidaten durch. Bei der Bundestagswahl 2025 wurde die CDU-Abgeordnete Gitta Connemann aus Leer erneut direkt gewählt. Über Listenplätze der Parteien zogen Anja Troff-Schaffarzyk (SPD) und Martina Uhr (AfD) aus dem Wahlkreis in den Bundestag ein.

### Kommunale Finanzen
Aufgrund der besonderen Konstruktion einer Samtgemeinde ist das finanzielle Verhältnis zwischen den Ebenen der Mitgliedsgemeinden und Samtgemeinde nicht immer spannungsfrei, so auch in der Samtgemeinde Hesel. Streit bricht gelegentlich aus, wenn es um den Beitrag der einzelnen Mitgliedsgemeinden für den Samtgemeindehaushalt geht.

### Wappen
| Wappen von Samtgemeinde Hesel | Blasonierung: „Geteilt von Silber und Grün; oben zwischen zwei grünen Tannen eine rote Kirche mit drei Spitzbogenfenstern, deren Staffelgiebel mit einem schwarzen Kreuz besteckt ist, unten drei fächerförmig angeordnete goldene Weizenähren.“                                            |
| Wappen von Samtgemeinde Hesel | Wappenbegründung: Das Kirchengebäude weist auf die Klöster hin, die sich im Gebiet der Samtgemeinde befunden haben. Besonders das Kloster Barthe ist hier zu nennen. Die Bäume stehen für den Heseler Wald und die Ähren für die ursprünglich landwirtschaftliche Prägung der Samtgemeinde. |

### Gemeindepartnerschaften
Die Samtgemeinde Hesel pflegt eine Partnerschaft mit der niederländischen Gemeinde Ten Boer. Erste Kontakte zwischen den Niederländern aus der Provinz Groningen und der Samtgemeinde gab es seit 1994. Vier Jahre später wurde daraus eine besiegelte Partnerschaft.

## Kultur und Sehenswürdigkeiten

### Bauwerke

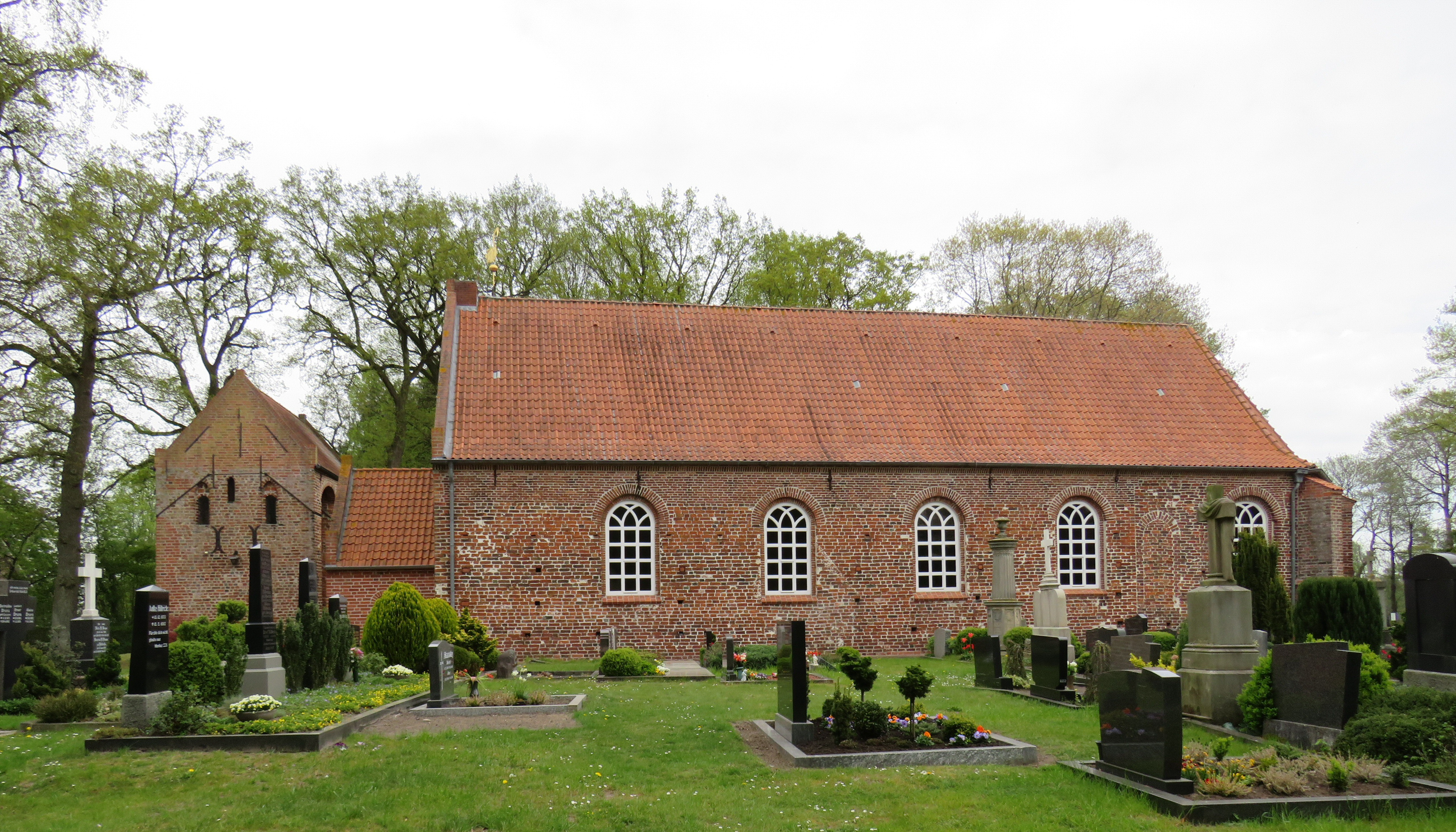
Marienkirche in Holtland

Ältestes erhaltenes Gotteshaus in der Samtgemeinde ist die Marienkirche in Holtland aus dem 13. Jahrhundert. Der frühgotische Saalkirche verfügte an der Ostseite ursprünglich über eine Apsis, die vor 1500 durch einen spätgotischen polygonalen Chor ersetzt wurde. Im Jahr 1787 erfolgte ein Umbau der Kirche, bei dem die Fenster vergrößert und anstelle des Gewölbes eine hölzerne Voutendecke eingezogen wurde. Ältester Einrichtungsgegenstand ist ein romanisches Taufbecken aus Bentheimer Sandstein, das aus dem Vorgängerbau übernommen wurde. Johann Gottfried Rohlfs schuf in den Jahren 1810 bis 1813 die Brüstungsorgel, die weitgehend erhalten ist. Auf die Erbauungszeit der Kirche geht der freistehende Glockenturm des Parallelmauertyps zurück.
Die barocke Liudgerikirche in Hesel aus dem Jahr 1742 ist ein Nachfolgebau für ein abgängiges Gotteshaus. Im Sockelbereich wurden die alten Backsteine im Klosterformat wiederverwendet. Der freistehende mittelalterliche Glockenturm musste 1909 einem neuromanischen Westturm weichen. Der Altar (1622 erworben) und die Kanzel (1654) stammen aus dem Vorgängerbau. Von Johann Friedrich Wenthins Orgel aus dem Jahr 1793 ist nur noch das seitliche Schleierwerk erhalten. Alfred Führer baute 1961/62 ein neues Werk hinter neobarockem Prospekt. Die drei Messingleuchter datieren von 1706, 1747 und 1868.
Daneben gibt es noch zwei weitere Kirchenbauten aus der ersten Hälfte des 20. Jahrhunderts: die Andreaskirche in Firrel (1906/1907) sowie im selben Ort die 1936 errichtete Baptistenkapelle. Die Andreaskirche hat 1962 ihren viergeschossigen Westturm erhalten. An den südlichen Queranbau wurde das Pastorat angebaut, das im Giebel Fachwerk aufweist. Die Kanzel datiert von 1907 und der Altaraufsatz von 1908. Die Baptistenkapelle ersetzt die erste Kapelle von 1896. Hinter dem schlichten Gebäude mit Satteldach wurde im Jahr 1989 ein großes Gemeindezentrum errichtet. Im Jahr 1971 erhielten beide Gemeinden Orgeln von der niederländischen Firma Hendrik Jan Vierdag.

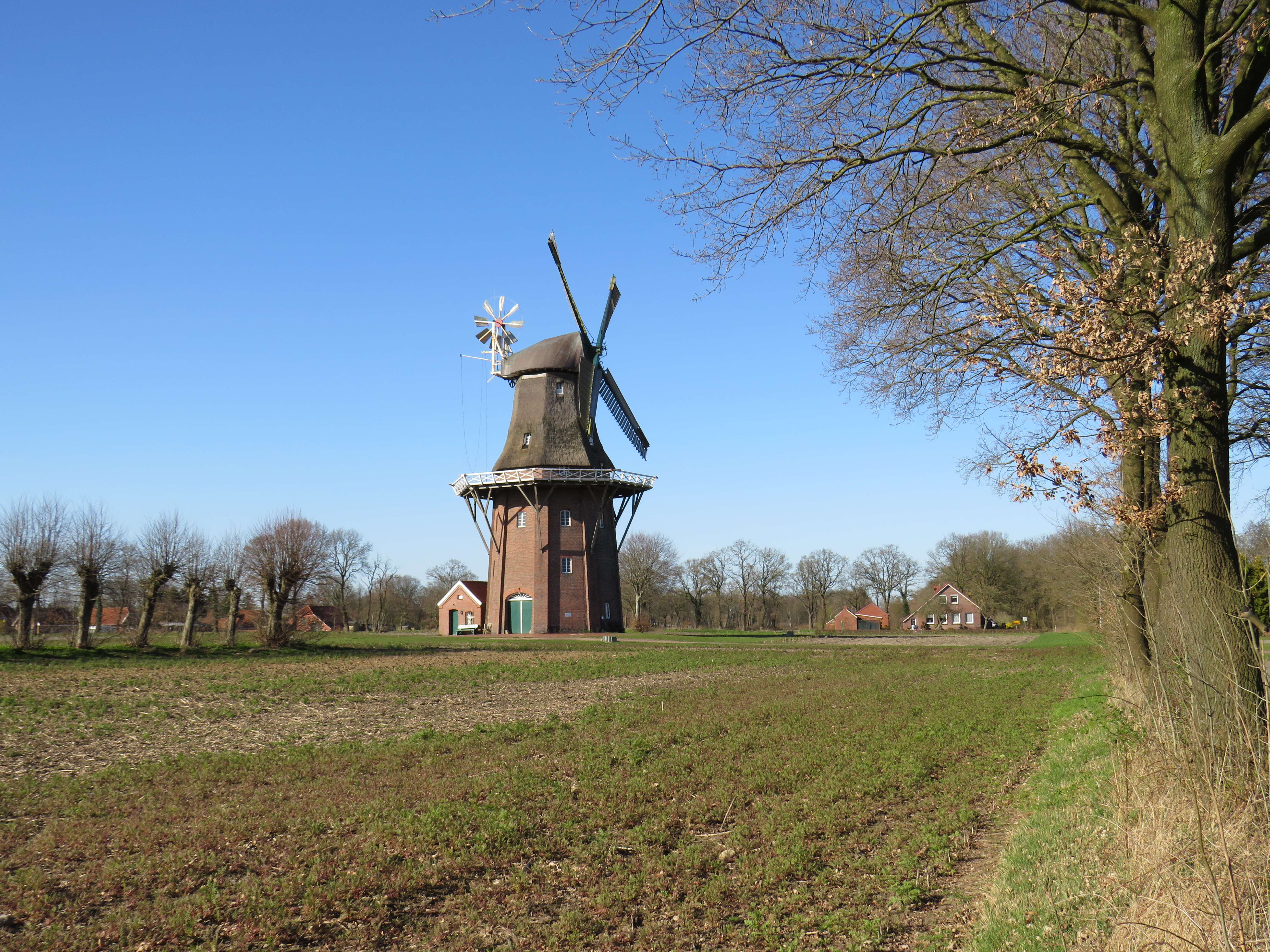
Galerieholländer in Holtland

Eine Reihe von Gebäuden in der Samtgemeinde steht unter Denkmalschutz. Darunter befinden sich neben den historischen Kirchen und dem Gut Stikelkamp auch das Forsthaus Kloster Barthe im Heseler Wald, dessen Keller vermutlich noch aus dem 18. Jahrhundert stammt. Im Hauptort Hesel sind zudem fünf Wohn- und Wirtschaftsgebäude aus vergangenen Tagen unter Denkmalschutz gestellt. In Holtland stehen darüber hinaus das Alte Pfarrhaus, der Galerieholländer, das 1920 errichtete Kriegerdenkmal sowie vier Gebäude im Ortskern unter Schutz. Die Mühle in Holtland wurde 1863 erbaut und in den Jahren 1994 bis 1997 wieder voll betriebsfähig instand gesetzt.
Sowohl in den Ortskernen der Dörfer als auch in den Außenbereichen finden sich Gulfhöfe in größerer Zahl. Entsprechend der in früheren Jahrhunderten deutlich geringeren Ernteerträge auf der Geest sind sie zumeist kleiner als in den Marschgebieten Ostfrieslands, jedoch nach demselben Prinzip aufgebaut.
Der Fehncharakter mit seinen typischen Fehnkanälen, Klappbrücken und Schleusen hat sich in Neuefehn und teilweise in Stiekelkamperfehn erhalten. Die Häuser stehen hier beidseitig an den Fehnkanälen.
Zu den technischen Sehenswürdigkeiten zählt eine von Hand zu bedienende Kurbelfähre (nur für Fußgänger/Radfahrer) über das Holtlander Ehetief. Die Fähre verbindet Holtland mit Filsum.

### Museen und Theater

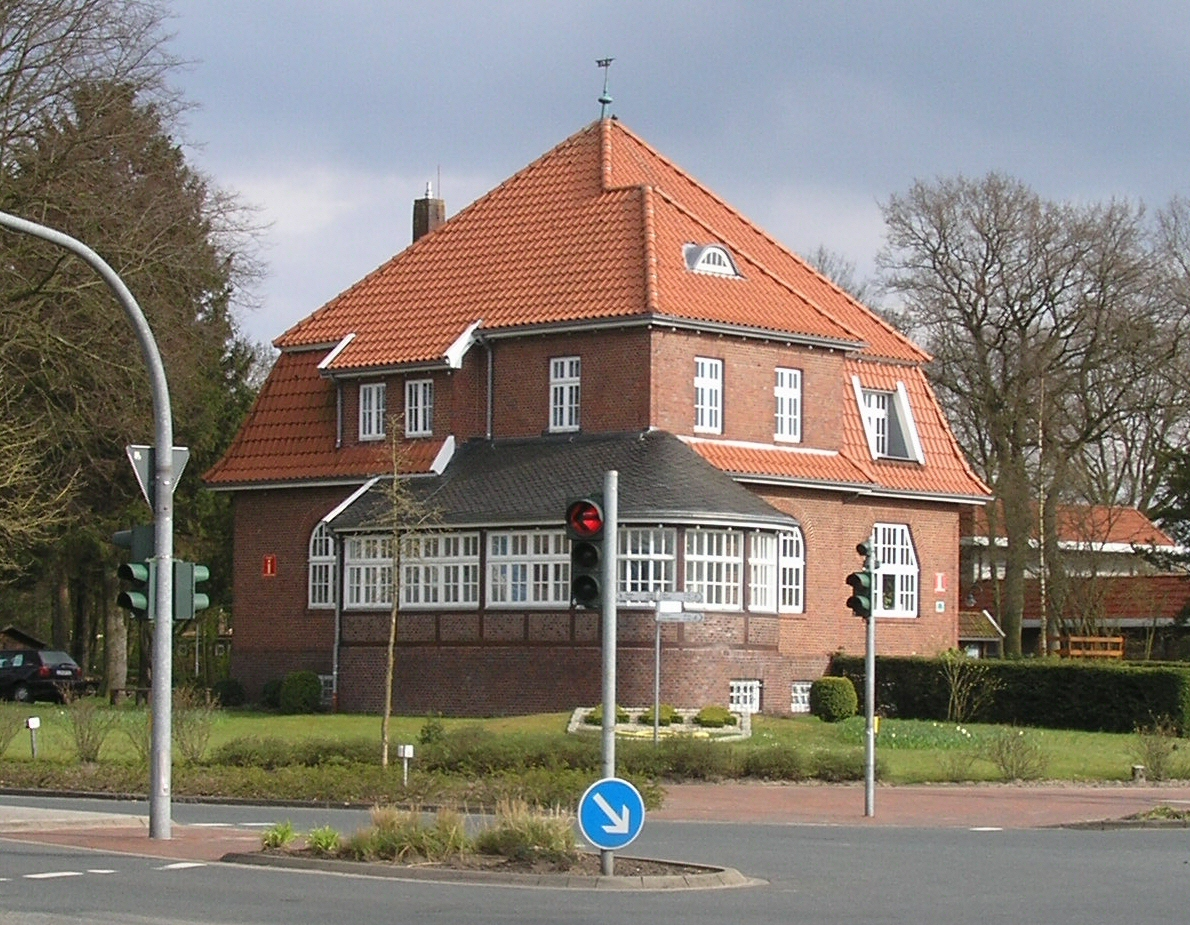
Villa Popken in Hesel

Gut Stikelkamp wird von der Kreisjägerschaft des Landkreises Leer als Raum für naturkundliche Ausstellungen und zur Präsentation von Jagdtrophäen genutzt. Dazu dient die zum Gut gehörende, 1794 errichtete Gulfscheune. Daneben gibt es eine aus dem 18. bis 20. Jahrhundert stammende Sammlung von Gemälden und Ahnenporträts sowie alten Möbeln und sonstigem Hausrat, die im Wohnhaus ausgestellt sind. Das Gut, ein um 1400 erbauter Backsteinbau mit Steinen im Klosterformat, wird von breiten Gräften eingerahmt. Es wurde auf dem Gelände des vormaligen Johannitervorwerks errichtet. Außerhalb des Gutsgebäudes im waldähnlichen Park gibt es einen Baumlehrpfad und einen kleinen, im Jahr 1828 angelegten Waldfriedhof.
In der „Villa Popken“ in Hesel werden die Ergebnisse der großflächigen Ausgrabungen in und um Hesel ausgestellt. Im Mittelpunkt stehen dabei die Grabungen am ehemaligen Kloster Barthe. Im Heseler Wald gibt es zudem noch eine Heckenanpflanzung, die den Grundriss der Klosterkirche nachvollzieht.
Auf dem Gelände des Wasserwerks in Hasselt ist der 0,7 Hektar große Wasserpark angelegt worden. Dort befindet sich ein von einem Wegenetz durchzogenes Biotop mit einer Dauerausstellung zum Thema Trinkwasser.
Einen festen Theaterbau gibt es in der Samtgemeinde nicht. Die regelmäßigen Aufführungen von Laientheatergruppen finden in Dorfgemeinschaftshäusern oder Schulen statt.

### Sprache

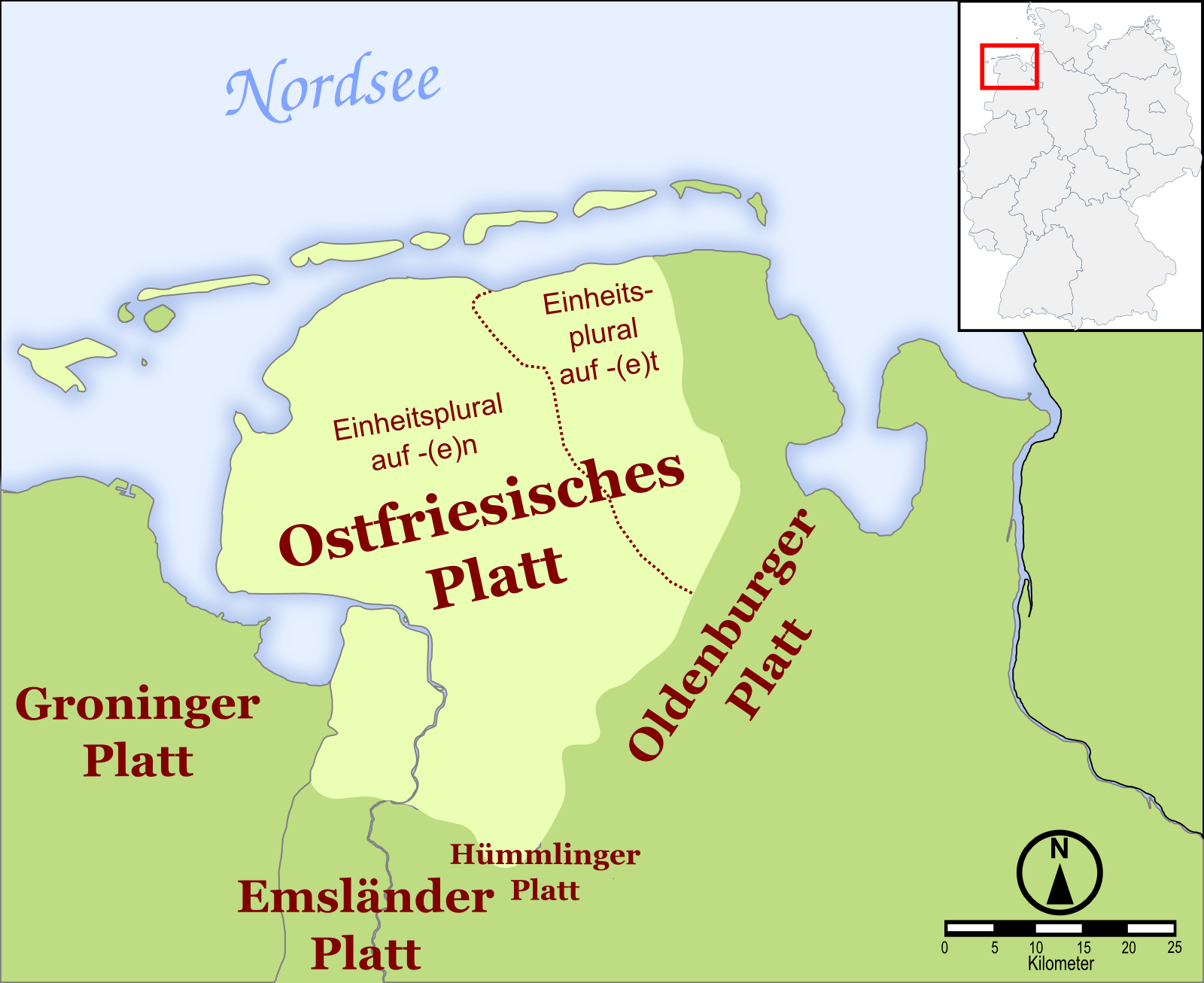
Verbreitungsgebiet des Ostfriesischen Platt

In der Samtgemeinde wird neben Hochdeutsch auch Ostfriesisches Platt gesprochen. Zumindest unter Erwachsenen ist Platt durchaus Alltagssprache. Die Samtgemeinde fördert – auch mit Unterstützung des Plattdütskbüros der Ostfriesischen Landschaft – den Gebrauch und damit den Erhalt des Plattdeutschen. So werden die Bürger ausdrücklich ermuntert, bei Erledigungen im Rathaus Platt zu sprechen, da die meisten Verwaltungsmitarbeiter zweisprachig sind, mindestens aber passive Platt-Kenntnisse haben. Es ist ebenfalls möglich, Heiratszeremonien vollständig in plattdeutscher Sprache abhalten zu lassen.

### Sport
In Hesel ist der Kreissportbund des Landkreises Leer mit seiner Sportschule angesiedelt. Universalsportvereine finden sich in mehreren Ortsteilen: TSV Hesel, SV Holtland, SV Stikelkamp, Grün-Weiß Firrel, Stern Schwerinsdorf und Frisia Brinkum. Der SV Holtland verfügt über eine Leichtathletik-Abteilung, die unter anderem die Hammerwerferin Andrea Bunjes hervorgebracht hat. Von 1982 bis 2006 war der Verein zudem Ausrichter des Ossiloops. Im höherklassigen Ligenbetrieb ist kein Verein aus der Samtgemeinde vertreten.
Neben den Universalsportvereinen gibt es noch eine Reihe weiterer Vereine mit Fokus auf bestimmte Sportarten. Dazu zählen der Schwimmverein Hesel, der Reit- und Fahrverein Hesel und Umgebung und der Wassersportverein Hesel. Die Friesensportarten Boßeln und Klootschießen werden im Boßelverein Freesensport Beningafehn ausgeübt.
Neben den gemeindeeigenen Turnhallen und Sportplätzen verfügt Hesel auch über ein Hallenbad. Tennisplätze befinden sich in Hesel, Firrel und Neukamperfehn.

### Regelmäßige Veranstaltungen
Jährlich findet Ende September/Anfang Oktober ein großes Erntefest im Hauptort Hesel statt. Der Höhepunkt ist der Korso am Erntedanksonntag mit geschmückten Wagen, historischen Fahrzeugen und dem Auftritt von Traditionsgruppen. Auf Gut Stikelkamp findet seit mehreren Jahren ein Sommerfest statt, das die vier (Samt-)Gemeinden des nördlichen Landkreises Leer (Moormerland, Hesel, Jümme und Uplengen) gemeinsam ausrichten. Es zieht in jedem Jahr mehrere Hundert Besucher an und bietet musikalische Darbietungen. 2011 fand es zum 15. Mal statt. Durch das Samtgemeindegebiet führt der alljährlich seit 1982 stattfindende Ossiloop, eine Laufveranstaltung mit einer bis zu vierstelligen Teilnehmerzahl. Der Lauf folgt der ehemaligen Kleinbahnstrecke von Leer nach Bensersiel, auf deren Trasse sich heute der Ostfriesland-Wanderweg befindet. In mehreren Ortsteilen finden Schützen- und Volksfeste statt, hinzu kommen ostfriesische Brauchtumsveranstaltungen, die sich auch in anderen Gemeinden finden, wie etwa das Aufstellen eines Maibaums. Zu den regelmäßigen sportlichen Veranstaltungen neben dem Ossi-Loop zählen auch die Sportwochen der Vereine, wobei Grün-Weiß Firrel zu seiner Sportwoche regelmäßig höherklassige Clubs zu Spielen einlädt, unter anderem bereits mehrfach Werder Bremen. Seit 2010 lockt das Pixxen Festival als Benefizkonzert für herzkranke Kinder mittlerweile regelmäßig Ende August knapp 4000 Besucher in die Mitgliedsgemeinde Neukamperfehn.

## Wirtschaft und Infrastruktur

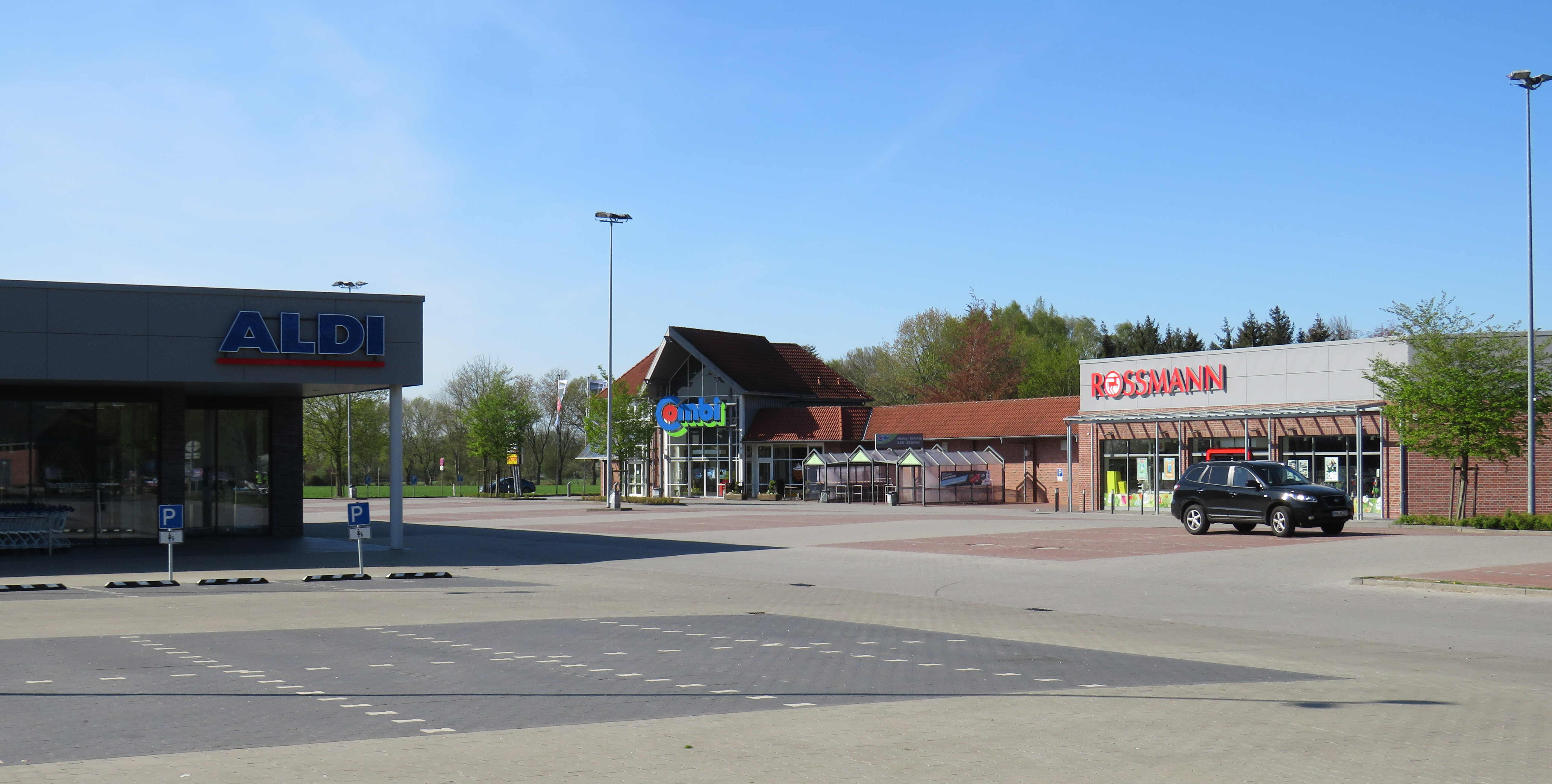
Einkaufsmöglichkeiten (Aldi, Combi und Rossmann) in Hesel

Die Wirtschaft in der Samtgemeinde Hesel wird in erster Linie von mittelständischen Betrieben geprägt. Daneben spielt die Landwirtschaft inklusive vor- und nachgelagerter Betriebe weiterhin eine Rolle in der Samtgemeinde. Zentraler Ort und somit auch wichtigster Einkaufsort ist der Hauptort Hesel, wo sich entlang der Bundesstraßen großflächige Supermärkte und andere Einkaufsmöglichkeiten befinden. Die Samtgemeinde ist kaum industrialisiert.
In der Samtgemeinde gibt es vier Gewerbegebiete, von denen dasjenige südlich des Hauptortes Hesel an der B 436 das mit Abstand größte ist: Es umfasst 44,5 Hektar. Angesiedelt ist dort unter anderem die Discounter-Firma Aldi-Nord mit einer ihrer Regionalniederlassungen, zuzüglich eines großflächigen Zentrallagers. Auch das Fenster- und Türen-Unternehmen Schröder hat dort seinen Sitz. Weitere Gewerbegebiete sind über das Samtgemeindegebiet verstreut: In Neukamperfehn sind 5,7 Hektar vorhanden, besetzt zumeist mit Handwerks- und kleineren Handelsbetrieben. In Firrel umfasst das Gewerbegebiet 5,4 Hektar. Das Gewerbegebiet in Brinkum ist mit 7,8 Hektar das zweitgrößte und liegt der A 28 am nächsten. Bis 2008 war im Brinkumer Gewerbegebiet auch eine Regionalniederlassung der Handelskette Spar mit etwa 200 Mitarbeitern, die jedoch Ende jenes Jahres geschlossen wurde.
Daten zur Arbeitslosigkeit in der Samtgemeinde selbst werden nicht erhoben. Im Geschäftsbereich Leer der Agentur für Arbeit, der den Landkreis Leer ohne Borkum umfasst, lag die Arbeitslosenquote im Dezember 2015 bei 6,3 Prozent. Sie lag damit 0,4 Prozentpunkte über dem niedersächsischen Durchschnitt.
Die Samtgemeinde ist in ihrer Gesamtheit eine Auspendler-Gemeinde. Da es auch zwischen den einzelnen Mitgliedsgemeinden Pendlerströme gibt, können Pendlerzahlen nicht für das komplette Samtgemeindegebiet aggregiert ausgewiesen werden. Zahlen liegen für die einzelnen Gemeinden vor, die allesamt ein negatives Pendlersaldo aufweisen. Aufgrund der Bedeutung als zentraler Ort ist das negative Pendlersaldo im Hauptort Hesel prozentual noch am geringsten: Hier stehen 867 Einpendlern 1071 Auspendler gegenüber (Stand: 2006). In Neukamperfehn waren es 410 Aus- und 44 Einpendler, in Firrel 205 Aus- und 146 Einpendler, in Holtland 559 Aus- und 98 Einpendler. Für Schwerinsdorf wurde die Zahl der Einpendler aus Datenschutzgründen (zu kleine Zahl) gar nicht angegeben, hier gab es 230 Auspendler. Brinkum hatte zwar als einzige Kommune 2006 einen Pendlerüberschuss (169 Aus- und 230 Einpendler), doch konnte diese Statistik noch nicht die Schließung der Spar-Niederlassung mit 200 Beschäftigten berücksichtigen. Die Zahl der sozialversicherungspflichtig Beschäftigten am Wohnort betrug 2006 insgesamt 2.963 Personen. Die Zahl der sozialversicherungspflichtigen Arbeitsstellen in der Samtgemeinde lag bei 1.699 zuzüglich einer sehr geringen Zahl in Schwerinsdorf.

### Tourismus

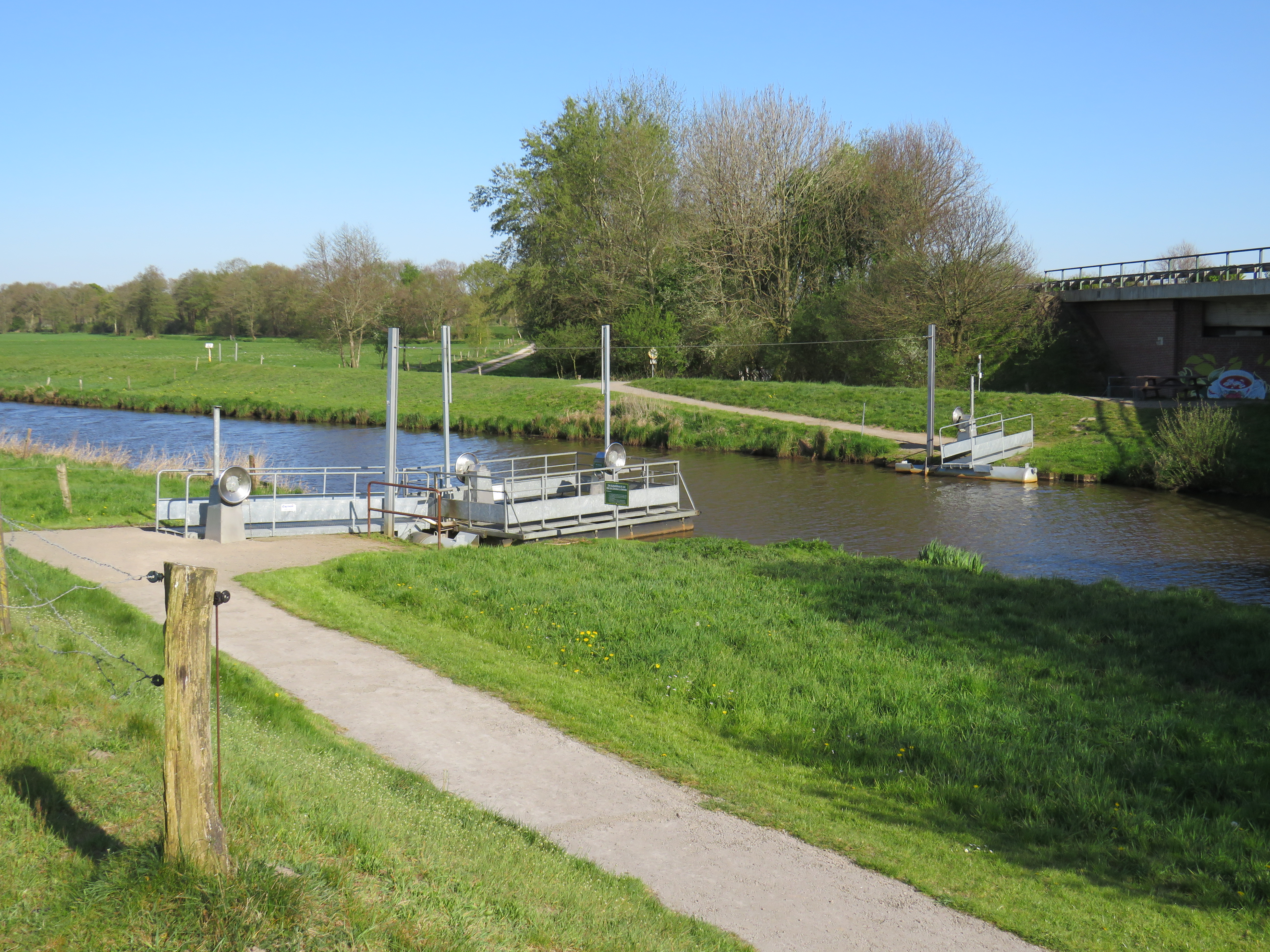
Kurbelfähre über das Holtlander Ehetief zwischen Holtland und Filsum

Tourismus spielt in der Samtgemeinde in einem gewissen Umfang eine Rolle. Im Jahr 2023 wurden in der Samtgemeinde rund 28.577 Übernachtungen gezählt. Unterbringungsmöglichkeiten bestehen in einem Hotel und , vier Ferienhäusern, 28 Ferienwohnungen und eine Privatpension
n mit insgesamt 174 Betten (Stand: Ende 2023). Die Samtgemeindespitze sieht noch weiteren Ausbaubedarf bei den Unterbringungsmöglichkeiten. Weiter sind auf dem Heseler Dorfplatz 12 Reisemobilplätze vorhanden.
Das Segment des Fahrrad-Tourismus spielt eine überragende Rolle, etwa 80 Prozent der Gäste sind Fahrradfahrer. Die Samtgemeinde Hesel liegt mit ihren Ortsteilen Neuefehn und Stiekelkamperfehnt direkt an der Deutschen Fehnroute. Langgestreckte Fehndörfer sind charakteristisch für die 173 km lange Strecke, die als Auto- und Radfahrstrecke hervorragend in beide Richtungen ausgeschildert ist. Besonderheit im Radwegenetz der Samtgemeinde Hesel ist die Kurbelfähre über das Holtlander Ehetief auf der Grenze zur Samtgemeinde Jümme: Die Nutzer führen die Fähre selbst über das Flüsschen. Für Autos ist sie nicht zu benutzen.

### Landwirtschaft
Die Landwirtschaft im Samtgemeindegebiet ist geprägt von der Milchwirtschaft, in geringerem Umfang auch vom Futteranbau für das Vieh. Aufgrund der durchschnittlichen Größe der Samtgemeinde trägt diese in einem gewissen Umfang dazu bei, dass der Landkreis Leer 2021 der siebtgrößte Milcherzeuger-Landkreis in Deutschland war. Die Milchlandwirte leiden seit einigen Jahren unter einem oft geringen und stark schwankenden Preis für Milch und Milchprodukte. Zusatzeinkünfte verdienen sich Landwirte durch das Aufstellen von Windkraftanlagen oder die Gewinnung von Energie aus Biomasse. Außerdem vermieten einzelne Landwirte Zimmer an Feriengäste unter dem Motto Urlaub auf dem Bauernhof. Über den Bau von Ställen zur Massentierhaltung kommt es gelegentlich zu Streitigkeiten, auch im politischen Raum.

### Verkehr

Verkehrsachsen in Ostfriesland: Die Samtgemeinde Hesel (nordöstlich von Leer) liegt an zwei Bundesstraßen und an der A 28. Sie ist ein Verkehrsknoten innerhalb Ostfrieslands.

Hesel ist seit alters her ein Straßen- beziehungsweise Wegeverkehrsknotenpunkt in Ostfriesland. Hier liefen bereits frühzeitliche Wege zusammen, darunter derjenige zwischen Leer und Aurich. Außerdem gibt es bereits seit Jahrhunderten einen Weg in Richtung Oldenburg, der im Kernort Hesel von der genannten Straße abzweigt. Hesel bildete daher bis zum Bau der Autobahnen A 28 und A 31 eine Schnittstelle im Verkehr, da hier mehrere Reichs- und später Bundesstraßen zusammenlaufen. Seit dem Bau der genannten Autobahnen zwischen den 1970er- und 1990er-Jahren hat die überregionale Bedeutung Hesels für den Straßenverkehr etwas abgenommen. Als Kreuzungspunkt von Bundesstraßen und zumindest einer wichtigen Landesstraße hat die Samtgemeinde aber auch weiterhin eine überörtliche Bedeutung im Straßenverkehr. Zudem verfügt das Samtgemeindegebiet über einen Autobahnanschluss an der A 28 und liegt in der Nähe eines weiteren. Eine Anschlussstelle der A 31 befindet sich darüber hinaus nur wenige Kilometer westlich der Samtgemeinde Hesel.
Die Anschlussstelle Leer-Ost der A 28 liegt teils auf dem Gebiet der Gemeinde Brinkum. In nur wenigen hundert Metern von der Grenze zwischen der Samtgemeinde Hesel und der Gemeinde Filsum entfernt liegt zudem die Anschlussstelle Filsum an der A 28. Die Anschlussstelle Veenhusen der A 31 befindet sich nur wenige Kilometer westlich der Gemeindegrenze zu Moormerland.
Südlich von Hesel treffen die Bundesstraßen B 72 und B 436 aufeinander. Die B 72 beginnt nahe Cloppenburg und in unmittelbarer Nähe der gleichnamigen Anschlussstelle der A 1. Sie führt über Friesoythe, Hesel und Aurich an die Küste in Norddeich. Bis zur Fertigstellung der A 31 in den 1990er- und 2000er-Jahren war dies die zeitlich kürzeste Verbindung Ostfrieslands mit dem Raum Osnabrück und damit auch dem südlich davon gelegenen Nordrhein-Westfalen. Die B 436 beginnt bei Weener und führt über Leer, Hesel und Wiesmoor nach Sande bei Wilhelmshaven und stellt eine der beiden west-östlich verlaufenden Bundesstraßen-Verbindungen quer durch die ostfriesische Halbinsel dar. Zwischen dem Zusammentreffen beider Bundesstraßen südlich von Hesel und der Aufgabelung nördlich der Samtgemeindegrenze bei Bagband führen beide Bundesstraßen auf derselben Trasse und durchqueren dabei die Gemeinde Hesel. Die Heseler Ortsdurchfahrt gilt daher als stark belastet, eine Umgehungsstraße müsste jedoch weiträumig um den Ort herum verlaufen und wird daher derzeit von der Heseler Gemeindespitze als nicht umsetzbar angesehen. An der Kreuzung südlich von Hesel begann bis in die 1990er-Jahre zudem die B 530, die zur Anschlussstelle Veenhusen an der A 31 führte. Sie stellte die kürzeste Verbindung zwischen Hesel und Emden dar. Nach der Fertigstellung der A 31 zwischen Emden und Leer Mitte der 1990er-Jahre wurde die Bundesstraße zur Landesstraße L 24 herabgestuft. Aus der früheren Funktion stammt der für eine Landesstraße hohe Ausbaustandard mit breiten Standstreifen, auf dem Gebiet der Nachbargemeinde Moormerland sogar mit einer Hochstrecke auf einem Damm und zwei höhenungleichen Kreuzungen mit Auffahrten. Zur Landesstraße herabgestuft wurde ebenfalls der Abschnitt Hesel–Remels der Bundesstraße 75, der desgleichen die L 24 bildet. Diese Straßen haben jedoch nach wie vor eine hohe Bedeutung für die Samtgemeinde als Verbindung nach Emden und Remels sowie zudem als Umleitungsstrecke. Die Ortschaften abseits der genannten Hauptverbindungsstraßen werden über Kreisstraßen angebunden.
Die günstige Lage Hesels als Straßenverkehrsknotenpunkt findet im Bahnverkehr keine Entsprechung. Einen Normalspur-Eisenbahnanschluss hat die Samtgemeinde nie besessen, da die Bahnstrecke Oldenburg–Leer eine recht direkte Verbindung zwischen den beiden Städten bildet und daher südlich des Samtgemeindegebiets verläuft. Allerdings verkehrten seit 1899 Züge auf der Meterspurstrecke der Kleinbahn Leer–Aurich–Wittmund. Auf Samtgemeindegebiet befanden sich mehrere Bahnhöfe und Haltestellen: beim Gut Stikelkamp, in Hesel ungefähr in der Ortsmitte, südlich von Hesel bei der Hefe- und Spiritusfabrik (Hesel-Fabrik) mit Güterbahnanschluss an die Fabrik, in Holtland mit Umladestation von einer kleinen Feldbahn, die ins dortige Moorgebiet führte, sowie in Brinkum. Der Personenverkehr wurde 1956 eingestellt, der Güterverkehr 1967. In der Kaiserzeit und in der Weimarer Republik entstandene Pläne, der Kleinbahn Leer-Bensersiel eine Abzweigung von Hesel über Schwerinsdorf nach Remels hinzuzufügen, sind aus Kostengründen nie verwirklicht worden. Heute ist der Bahnhof Leer der nächstgelegene Personenbahnhof. Von dort sind Fahrten mit dem Regionalverkehr und InterCitys in das gesamte Bundesgebiet und angrenzende Länder möglich.
Der Öffentliche Personennahverkehr wird mit Bussen der Kreisbahn Aurich (Jan-Klein) und der Bahn-Tochter Weser-Ems Bus (WEB) sichergestellt. Wichtigste Linie ist die Schnellbuslinie 460 von Aurich über Hesel, Holtland und Brinkum zum Bahnhof in Leer. Sie verkehrt im Ein-Stunden-Takt (Mo.–Fr.). Neukamperfehn ist mit der Linie 479 über Klein-Hesel und Holtland nach Leer angebunden. Daneben gibt es Busverbindungen der WEB die vorrangig dem Schülerverkehr dienen und darauf abgestimmt sind. Sie fahren also auch lediglich an Schultagen. Diese Busse können aber auch von Nicht-Schülern benutzt werden. Zu diesen Verbindungen zählen die Linien 476 (Jheringsfehn – Neuefehn – Hesel – Firrel – Ostgroßefehn), 619 (Remels – Firrel – Neuemoor – Hesel – Brinkum – Leer), 625 (Leer – Brinkum – Holtland – Hesel – Schwerinsdorf – Remels – Westerstede), 626 (Remels – Schwerinsdorf – Hasselt – Siebestock – Holtland – Brinkum – Hesel), 629 (Warsingsfehn – Neuefehn – Beningafehn – Hesel – Klein-Hesel – Holtland – Holtland-Nücke – Meerhausen – Brinkum), 630 und 638 (beide Hollen – Filsum – Brinkum – Holtland – Hesel auf etwas unterschiedlichen Strecken). Daneben gibt es für die gesamte Samtgemeinde Hesel das Angebot eines Anrufbusses, der vom Landkreis Leer organisiert wird.
Der nächstgelegene Flugplatz ist bei Leer in Nüttermoor. Der nächstgelegene internationale Verkehrsflughafen mit Linienverkehr befindet sich in Bremen.
Im Gegensatz zu vielen anderen ostfriesischen Kommunen haben Wasserstraßen in der Samtgemeinde Hesel nie eine überragende Rolle gespielt. Lediglich die Fehnsiedlung Neuefehn war und ist über das Bagbander Tief und das Fehntjer Tief mit dem ostfriesischen Wasserstraßennetz verbunden, was früher für den Abtransport des dort gewonnenen Torfes von Bedeutung war. Der Kanal wird heute nur noch für den Wassertourismus genutzt. Alle anderen Wasserläufe im Samtgemeindegebiet sind nicht mit Motorbooten befahrbar.

### Öffentliche Einrichtungen

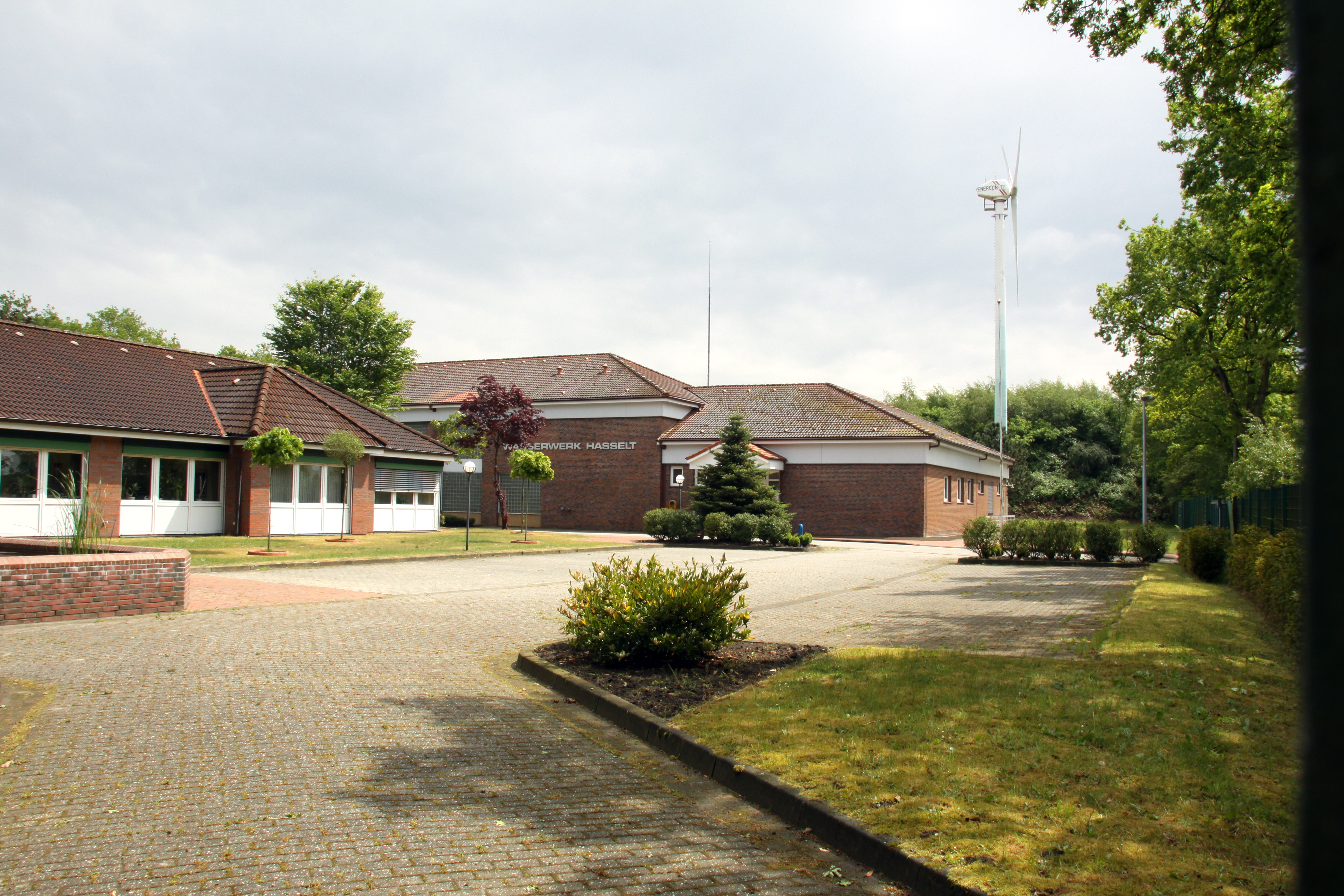
Wasserwerk in Hasselt

Neben der Gemeindeverwaltung und deren Betrieben ist im Hauptort eine Polizeistation ansässig. Sie ist jedoch nicht rund um die Uhr besetzt, außerhalb der Öffnungszeiten wird das Samtgemeindegebiet von der Polizeistation Warsingsfehn in der Nachbargemeinde Moormerland betreut. Die Tourist-Information, von der Samtgemeinde betrieben, befindet sich in der „Villa Popken“. Die ehemaligen Schulhäuser in Brinkum, Firrel und Neuemoor werden, nach umfangreichen Umbauten im Inneren, heute als Dorfgemeinschafts-Häuser genutzt. Im Heseler Ortsteil Hasselt steht ein Wasserwerk, welches die Wasserversorgung nicht nur für die Samtgemeinde Hesel übernimmt, sondern auch für Moormerland, Uplengen und die Samtgemeinde Jümme zuständig ist und über ein Netz von etwa 1400 km Rohrleitungen verfügt. Betreiber ist der Wasserversorgungsverbands Moormerland-Uplengen-Hesel-Jümme. Im Jahr 2010 hat der Verband 3,57 Millionen Kubikmeter Trinkwasser abgegeben. Für das Samtgemeindegebiet zuständige Behörden wie Finanzamt, Arbeitsagentur, Amtsgericht, Katasteramt u. ä. befinden sich im benachbarten Leer, wo auch die Kreisverwaltung ihren Sitz hat und sich die nächstgelegenen Krankenhäuser befinden. Der Rettungsdienst im Landkreis wird vom DRK organisiert, das eine Rettungswache in Hesel unterhält. Das Feuerwehrwesen ist mit kleineren und größeren Freiwilligen Feuerwehren in den jeweiligen Gemeinden der Samtgemeinde ehrenamtlich organisiert.

### Bildung

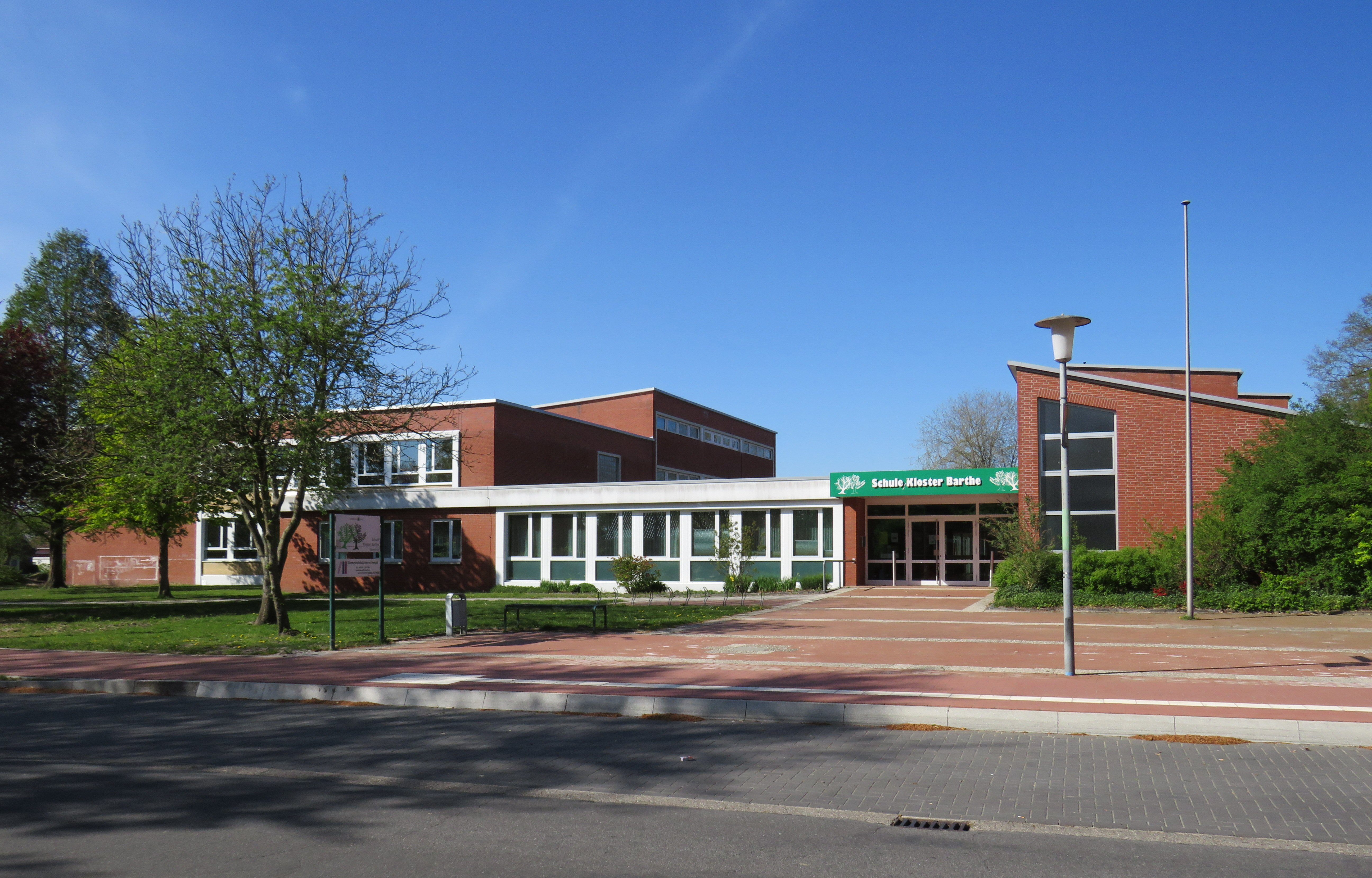
Schule Kloster Barthe in Hesel

In der Samtgemeinde gibt es Grundschulen in Hesel, Holtland und Neukamperfehn, wo auch die drei Kindergärten im Samtgemeindegebiet angesiedelt sind. Die Grundschulen und Kindergärten befinden sich in Trägerschaft der Samtgemeinde. In Hesel befinden sich zudem die Oberschule „Kloster Barthe“, die nach dem ehemaligen Prämonstratenser Kloster Barthe im heutigen Heselerwald benannt ist, mit einer Außenstelle in Brinkum, sowie der auch in Hesel angesiedelten Wilhelm-Busch-Schule für Lernhilfe. Diese Schulen befinden sich in Trägerschaft des Landkreises Leer. Kurse der Kreisvolkshochschule Leer werden in den verschiedenen Schulen der Samtgemeinde abgehalten und deren Trägerschaft liegt ebenfalls beim Landkreis.
Ein Gymnasium gibt es in der Samtgemeinde nicht, die nächstgelegenen sind das Ubbo-Emmius-Gymnasium und das Teletta-Groß-Gymnasium in Leer. Dort sind auch die Berufsbildenden Schulen zu finden. Die nächstgelegene Fachhochschule ist die Hochschule Emden/Leer. Die nächstgelegene Universität ist die Carl von Ossietzky Universität in Oldenburg.

### Medien
Die Samtgemeinde Hesel liegt im Verbreitungsgebiet der Ostfriesen-Zeitung, die de facto eine Monopolstellung in der Samtgemeinde innehat. Verschiedene anzeigenfinanzierte Blätter (Neue Zeitung sowie Sonntags-Report und andere) erscheinen wöchentlich beziehungsweise monatlich und ergänzen die lokale Berichterstattung. Aus der Samtgemeinde berichtet zudem der Bürgerrundfunksender Radio Ostfriesland.

## Persönlichkeiten
Im 19. Jahrhundert war der Gutsbesitzer und Oberförster Bojung Scato Lantzius-Beninga (* 10. Dezember 1775 auf Gut Stikelkamp; † 4. April 1861 ebd.) Pionier auf dem Gebiet der Aufforstungen in Ostfriesland. Sein Sohn Bojung Scato Georg Lantzius-Beninga war Professor für Botanik in Göttingen und Autor einer Flora von Ostfriesland. Bernhard Weerts aus Firrel (* 17. Juli 1858; † 19. März 1929 in Berlin) war baptistischer Geistlicher, der innerhalb des deutschen Baptistenbundes eine Reihe bedeutender Ämter bekleidete.
Aus Holtland stammt die Hammerwerferin und Olympiateilnehmerin Andrea Bunjes (* 5. Februar 1976); der Fernsehmoderator und Journalist Uke Bosse (* 28. September 1976) wuchs in Stiekelkamperfehn auf.
Nicht im Samtgemeindegebiet geboren wurde Horst Milde (* 6. April 1933 in Breslau), späterer (Ober-)Bürgermeister von Leer und Oldenburg, MdL und Präsident des niedersächsischen Landtags. Er kam als Ostflüchtling 1945 zunächst nach Holtland und lebte dort. Die Schriftstellerin Heide Braukmüller (* 30. März 1940 in Oldenburg; † 24. Februar 2017) arbeitete als Lehrerin in Stiekelkamperfehn.